# Holocaust in den Niederlanden

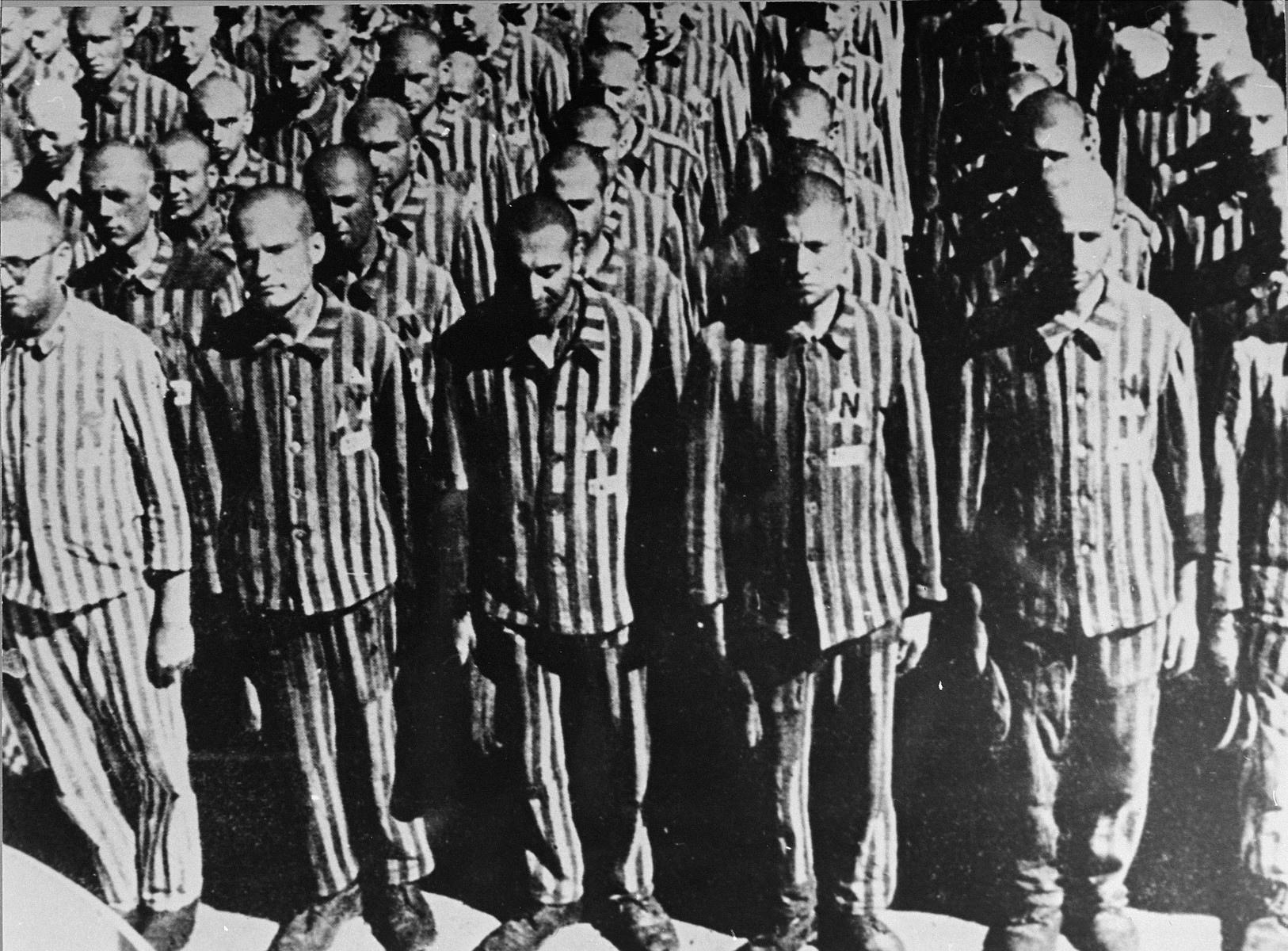
Niederländische Juden im KZ Buchenwald (28. Februar 1941)

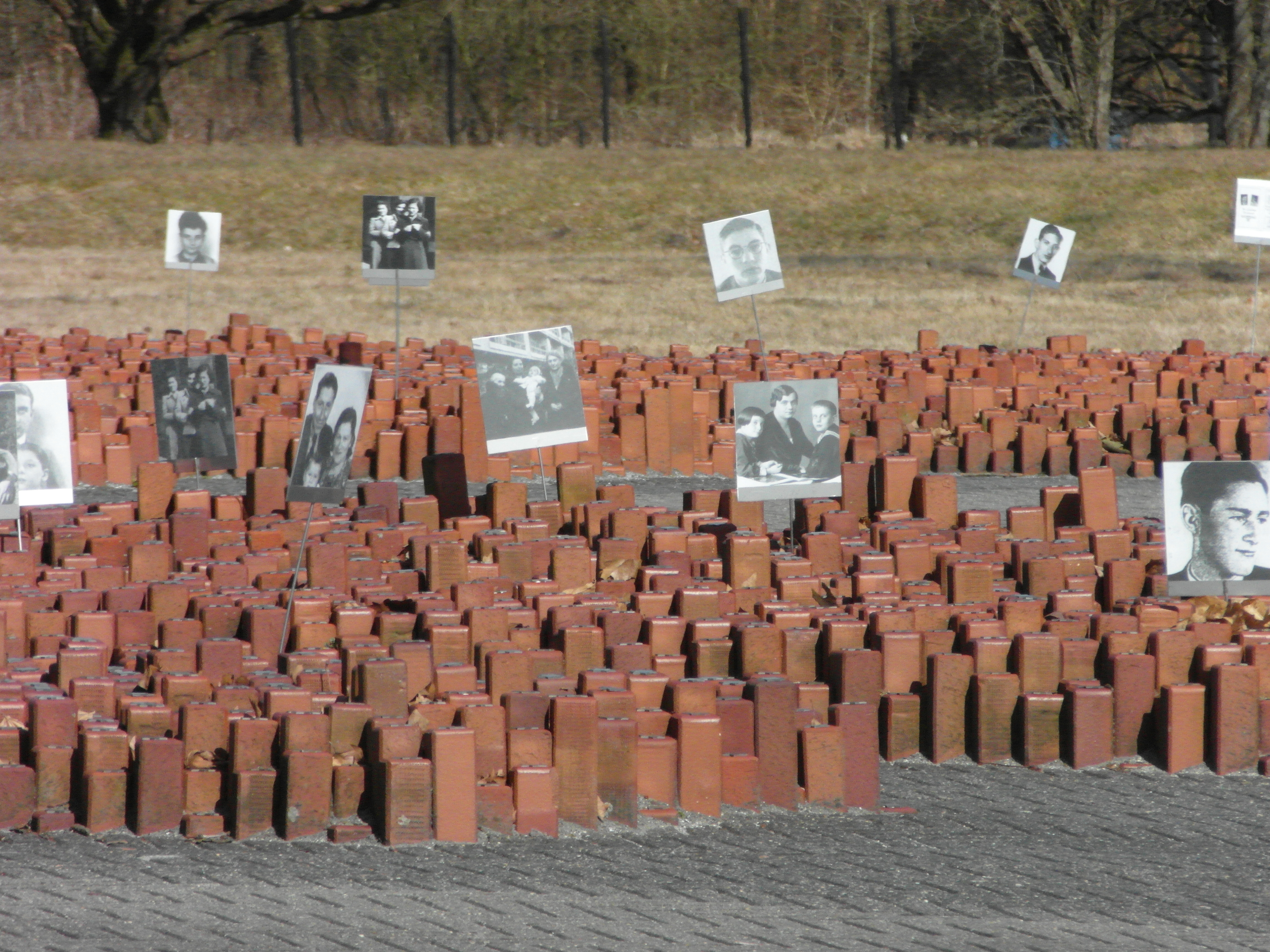
Gedenkstätte für die ermordeten niederländischen Juden im ehemaligen Durchgangslager Westerbork (2013)

Der Holocaust in den Niederlanden (niederländisch Holocaust in Nederland, hebräisch שואת יהודי הולנד) war die systematische Verfolgung, Deportation und Ermordung der niederländischen Juden durch das nationalsozialistische Deutschland in der Zeit der Besetzung der Niederlande während des Zweiten Weltkriegs. Von den schätzungsweise 140.000 durch die Nationalsozialisten als „Volljuden“ bezeichneten Menschen, kamen etwa 101.800 durch Ermordung, Krankheiten und Erschöpfung ums Leben. Die meisten von ihnen wurden in die Vernichtungslager im besetzten Polen deportiert und in den dortigen Gaskammern ermordet. Diese massenhaften Deportationen begannen im Sommer 1942. Ab dem 14. Juli wurden die Juden systematisch über das Durchgangslager Westerbork nach Osten gebracht, vorgeblich für den Arbeitseinsatz in Lagern innerhalb Deutschlands.

## Hintergrund
Im Zuge des Zweiten Weltkriegs strebten die Nationalsozialisten nach der Vorherrschaft in Europa und der Beseitigung von als „minderwertig“ oder staatsfeindlich angesehenen Personen in den von Deutschland besetzten Gebieten. In diese Einteilung fielen neben Juden auch „Zigeuner“, Homosexuelle, Polen und Slawen. Die Ermordung dieser Menschen geschah unter dem Vorwand der Schaffung von Lebensraum für die sogenannte arische Rasse und der durch die NS-Ideologie gerechtfertigten „Vernichtung lebensunwerten Lebens“. Bereits in seiner Propagandaschrift Mein Kampf bekannte sich Adolf Hitler zu diesen Zielen und rechtfertigte sie unter anderem mit der damals verbreiteten Rassentheorie. Der Holocaust stellte den Versuch dar, alle europäischen Juden zu beseitigen, ein Massenmord der von den Nationalsozialisten als „Endlösung der Judenfrage“ bezeichnet wurde.

### Aufnahme jüdischer Flüchtlinge aus Deutschland
Durch die zunehmenden Repressionen gegen Juden in Deutschland in den Jahren vor Beginn des Zweiten Weltkriegs begann eine erhebliche Flüchtlingsbewegung jüdischer Menschen in die Niederlande. Schätzungen gehen von 35.000 bis 50.000 Personen aus, die in dieser Zeit in die Niederlande immigrierten, von denen die überwiegende Mehrheit aus Deutschland stammte. Damit handelte es sich bei den Niederlanden um eines der sechs bedeutendsten Zufluchtsländer vor Beginn des Zweiten Weltkriegs. Für viele Flüchtlinge waren die Niederlande allerdings nur eine Durchgangsstation, sie verließen das Land bereits vor Beginn des Krieges wieder über die niederländischen Häfen.

### Beschränkungen der Einwanderung bis zum Zweiten Weltkrieg
Diese Flüchtlinge waren jedoch nicht uneingeschränkt willkommen: Nach dem Anschluss Österreichs im März 1938 wuchs die Zahl der aus dem Deutschen Reich Flüchtenden stark an. Aus Angst vor Überfremdung und um eine Verärgerung des nationalsozialistischen Nachbarstaates zu vermeiden, beschloss das Kabinett daraufhin, Flüchtlinge an der Grenze abzuweisen. Bis zum November 1938 erhielten nur noch 800 Juden aus humanitären Gründen eine Einreisegenehmigung. Nach den Novemberpogromen und der damit einhergehenden Fluchtwelle ließ die niederländische Regierung unter Ministerpräsident Hendrikus Colijn am 15. Dezember erneut die Grenze zu Deutschland für jüdische Flüchtlinge schließen, die er als „unerwünschte Fremdlinge“ (niederl. ongewenste vreemdelingen) bezeichnete. Colijn stand der Aufnahme weiterer Flüchtlinge nicht nur aus wirtschaftlichen Gründen ablehnend gegenüber, sondern auch, um den auch in den Niederlanden verbreiteten Antisemitismus nicht weiter zu befeuern.

“Dat zeg ik in het belang van onze Nederlandsche Joden zelf. In dezen tijd is geen enkel volk volkomen vrij van antisemitisme, de sporen ervan worden ook in ons land gevonden en wanneer men nu ongelimiteerd een stroom vluchtelingen uit het buitenland hier zou binnen laten, zou het noodzakelijk gevolg ervan zijn dat de stemming in ons eigen volk ten opzichte van de Joden een ongunstige kentering zou kunnen ondergaan.”

„Das sage ich im Interesse unserer niederländischen Juden selbst. In diesen Zeiten ist kein ganzes Volk vollkommen frei von Antisemitismus, die Spuren davon finden sich auch in unserem Land und wenn man nun einen unbegrenzten Strom von Flüchtlingen aus dem Ausland hereinlassen würde, wäre die unvermeidbare Folge hiervon, dass die Stimmung in unserem eigenen Volk den Juden gegenüber eine ungünstige Wendung nehmen würde.“

Als Folge der jüdischen Flüchtlingswelle von 1938 kam es auf Initiative des US-amerikanischen Präsidenten Franklin D. Roosevelt zur Konferenz von Évian, an der neben 31 weiteren westlichen Staaten und 24 Hilfsorganisationen auch die Niederlande teilnahmen. Auf dieser Konferenz fanden Konsultationen zu der Frage statt, wie mit der zunehmenden jüdischen Migration aus dem Deutschen Reich umgegangen werden könne. Trotz der ursprünglichen humanitären Intention der Initiatoren wurden die Juden im Verlauf der Konferenz mehr und mehr als „Problem“ angesehen, substantielle Hilfe für die Flüchtlinge brachte sie nicht. Auch die niederländischen Vertreter betonten hier noch einmal, dass die Niederlande sich nicht in der Lage sähen, substantielle Hilfe zu leisten. Lediglich eine Rolle als Transitland für Flüchtlinge sei möglich, wenn deren Weiterreise ausreichend sichergestellt sei. Als Gründe wurden vor allem die hohe Arbeitslosigkeit und die auch ohne massenhafte Zuwanderung bereits hohe Bevölkerungsdichte in den Niederlanden genannt. Die nationalsozialistische Führung des Deutschen Reichs nutzte die schwachen Ergebnisse der Konferenz für ihre anti-jüdische Propaganda aus. Das NSDAP-Parteiorgan Völkischer Beobachter kommentierte die Vorgänge mit den Worten: „Niemand will sie haben.“
Schließlich wurde die niederländische Regierung jedoch durch das Parlament gezwungen die Einwanderungsbestimmungen zu lockern. Von den vorher offiziell nur 2000 zugelassenen Menschen wurde die Quote auf 7000 und schließlich auf bis zu 10.000 Personen erhöht. Letztendlich wurde diese aber ohnehin deutlich überschritten.

## Repressalien während der deutschen Besatzung

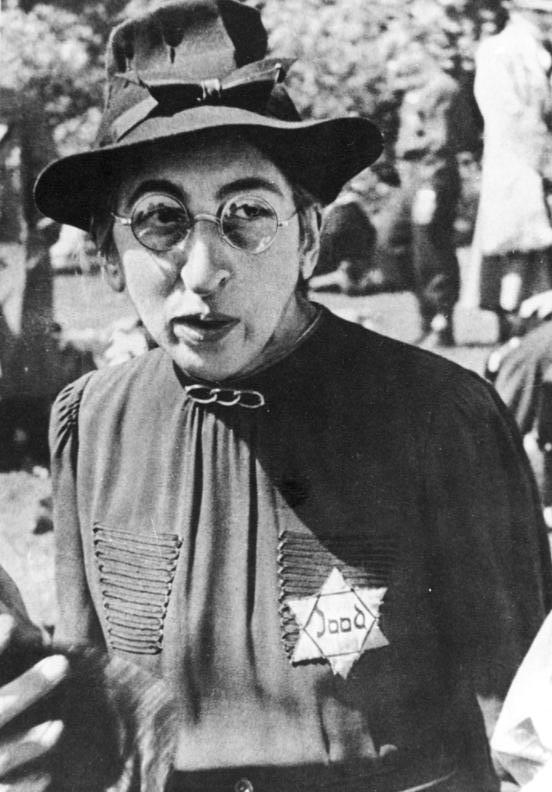
Frau mit Judenstern während einer Razzia in Amsterdam (20. Juni 1943)

Für die Planung und Durchführung der antijüdischen Politik in den Niederlanden war Hanns Albin Rauter als Generalkommissar für das Sicherheitswesen zuständig. Er war zugleich Höherer SS- und Polizeiführer Nord-West. Befehlshaber der Sicherheitspolizei war bis September 1943 Wilhelm Harster. Das „Eichmannreferat“ IV B 4 des Reichssicherheitshauptamtes wurde anfangs durch Erich Rajakowitsch vertreten, der im Januar 1942 von Wilhelm Zoepf abgelöst wurde. Besondere Bedeutung gewann die Außenstelle Amsterdam der Sicherheitspolizei unter  Willi Lages, da die meisten Maßnahmen gegen Juden hier durchgeführt wurden. Im März 1941 wurde die Zentralstelle für jüdische Auswanderung in Amsterdam eingerichtet, die später hauptsächlich der Koordination der Verfolgungsmaßnahmen diente. Viele Anordnungen kamen zudem von Beauftragten wie Hans Böhmcker, die unmittelbar dem Reichskommissar für die Niederlande, Arthur Seyß-Inquart, unterstellt waren.

### 1940
Die deutschen Besatzer begannen fast unmittelbar nach der niederländischen Kapitulation am 14. Mai 1940 Maßnahmen gegen die niederländischen Juden zu ergreifen. Eine der ersten Einschränkungen war das Verbot für identifizierte Juden, beim Luftschutz mitzuwirken. Am 11. Oktober erging an alle Beamten die Aufforderung, einen Nachweis ihrer „arischen Herkunft“ zu erbringen. Als arisch galt hierbei, wer nach bestem Wissen keinen jüdischen Großelternteil besaß. Darauf folgte am 22. Oktober eine Verordnung des deutschen Reichskommissars Seyß-Inquart, die eine exaktere Definition des Begriffs „Jude“ festlegte: Eine Person mit drei oder vier jüdischen Großeltern galt fortan als „Volljude“ (niederländisch voljood). Des Weiteren definierte man Personen als „Juden“, die zwei jüdische Großelternteile besaßen und am oder nach dem 9. Mai 1940 zur jüdischen Religionsgemeinschaft gehörten. In dieselbe Einteilung fielen Menschen mit zwei jüdischen Großeltern, die am oder nach dem 2. Mai 1940 mit einem Juden verheiratet gewesen waren. Etwa zeitgleich wurde die Ernennung und Beförderung jüdischer Beamter untersagt. Im November wurden diese schließlich endgültig von ihrem Dienst entbunden. Am 26. November protestierte der Hochschullehrer Rudolph Cleveringa in einer Rede an der Universität Leiden gegen die Entlassung jüdischer Kollegen. Unbeabsichtigt löste er damit einen Studentenstreik aus, was schließlich zur Schließung der Universität durch die deutsche Verwaltung führte. Cleveringa selbst wurde von den Deutschen verhaftet und für etwa acht Monate festgehalten.

### 1941
Am 10. Januar 1941 erging an alle niederländischen Juden der Aufruf sich registrieren zu lassen. Nach dem Vorbild der Judenregistrierung in Deutschland wollten die Besatzer alle niederländischen Juden in eine sogenannte Judenkartei aufnehmen. Um in dieser erfasst zu werden, genügte es bereits einen einzelnen jüdischen Vorfahren gehabt zu haben. Auch war die Erfassung nicht kostenlos, es musste pro Person ein Gulden entrichtet werden. Der Aufruf zur Registrierung blieb auf lokaler Verwaltungsebene größtenteils ohne Widerspruch. So erreichten am Ende circa 157.000 ausgefüllte Formulare die zentrale Registrierungsstelle in Den Haag, deren Auswertung den Besatzern am 5. September durch die Leitung der Behörde mitgeteilt wurde: Insgesamt hielten sich zu diesem Zeitpunkt 160.552 registrierte Juden in den Niederlanden auf, darunter 140.552 „Volljuden“, 14.549 „Halbjuden“ und 5.719 „Vierteljuden“.

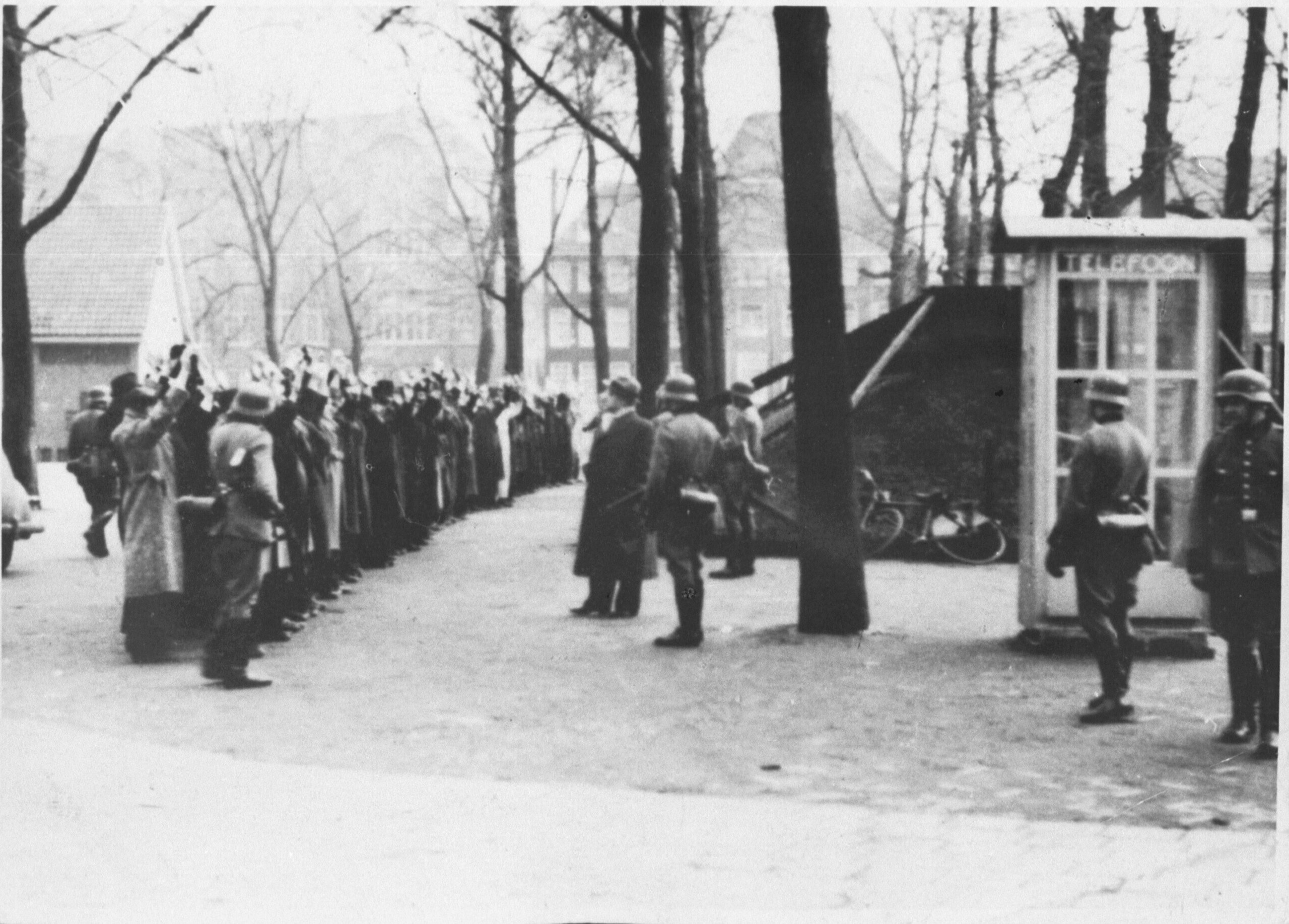
Deutsche Razzia auf dem Meijerplein in Amsterdam (22. Februar 1941)

Im Verlauf des Jahres 1941 wurden immer mehr diskriminierende Maßnahmen gegen die niederländischen Juden erlassen, die diese zunehmend vom öffentlichen Leben ausschlossen. So wurde die Nederlandsche Kultuurkamer mit einer verpflichtenden Mitgliedschaft für alle schaffenden Künstler eingerichtet. Da Juden von der Mitgliedschaft ausgeschlossen waren, konnten sie den Beruf nun nicht mehr ausüben. Andere Beispiele waren etwa Betretungsverbote für Juden in Theatern, Kinos, Schwimmbädern und Parks. Cafés und andere öffentliche Orte wurden zur Anbringung von Schildern oder Plakaten mit dem Hinweis „Voor Joden verboden“ (zu deutsch: „Für Juden verboten“) verpflichtet. Ab dem 8. August wurde vermögenden Juden vorgeschrieben, ihr Geld, ihre Wertpapiere und ihre Wertgegenstände bei der durch die Deutschen übernommenen und zu einer Scheinfirma umgewandelten Bank Lippmann, Rosenthal & Co. Sarphatistraat in Amsterdam zu deponieren. Obwohl die Betroffenen die Möglichkeit hatten, zum Zwecke der Lebensführung auf ihr Vermögen zuzugreifen, war dies gleichbedeutend mit einer Enteignung und galt ab 1942 schließlich für alle Juden. Der Gesamtwert des bei der Bank eingelieferten Vermögens wird auf einen Betrag von 325 bis 455 Millionen Gulden geschätzt.
Ab dem 22. Februar begannen die Besatzer damit, systematische Razzien mit dem Ziel, untergetauchte Juden aufzuspüren, durchzuführen. Die erste dieser Durchsuchungen fand in der Hauptstadt Amsterdam statt und dauerte circa zwei Tage. Dabei wurden insgesamt 425 jüdische Männer verhaftet und nach Buchenwald und Mauthausen deportiert. Als Rechtfertigung für diese Razzia dienten Generalkommissar Rauter Unruhen im jüdischen Viertel Amsterdams, die durch einen Aufmarsch am 11. Februar von etwa 40 Männern der sogenannten Wehrabteilung, einer Unterabteilung der Nationaal-Socialistische Beweging, unter Führung von Hendrik Koot ausgelöst worden waren, der hierbei verletzt wurde und drei Tage später starb. Im Verlauf des Jahres wurden die Razzien auf weitere große niederländische Städte wie Den Haag ausgedehnt. Einige Tage nach der ersten Razzia begann sich in der Bevölkerung Widerstand gegen diese Maßnahmen zu regen, der im sogenannten „Februarstreik“ gipfelte. Dieser wurde durch die Deutschen bis zum Abend des 26. Februar brutal niedergeschlagen, an seinem Ende standen neun Tote und 24 Schwerverletzte. Als weitere Reaktion auf die Ereignisse vom 11. Februar veranlasste der Stadtbeauftragte Hans Böhmcker die Gründung des Jüdischen Rats von Amsterdam (niederl. Joodsche Raad voor Amsterdam), der die jüdische Gemeinschaft im Sinne der Besatzer kontrollieren und organisieren sollte, während gleichzeitig die Illusion aufrechterhalten werden sollte, dass die niederländischen Juden noch Rechte besäßen. Als Vorsitzende wurden der Historiker David Cohen und Abraham Asscher, Diamantenhändler und Ratsvorsitzender der jüdischen Gemeinde Amsterdams, bestimmt. Zunächst nur für die Stadt Amsterdam verantwortlich, erhielt der Rat gegen Ende des Jahres 1941 den Auftrag, jüdische Räte auch für den Rest der Niederlande zu benennen. Die erste Anweisung, die der Rat umzusetzen hatte, war die Aufforderung an alle Juden, in ihrem Besitz befindliche Schlag-, Stich- und Feuerwaffen abzuliefern. Gezwungenermaßen beteiligte sich der Judenrat an der Deportation der Juden, indem er neben Aufrufen zur Registrierung auch Aufforderungen weitergab, sich für den „Arbeitseinsatz im Osten“ zu melden. Hinter diesen Einsätzen verbarg sich jedoch zumeist die Deportation in das Durchgangslager Westerbork und von dort aus weiter in ein Vernichtungslager. Als einzige erlaubte jüdische Zeitung wurde durch den Rat vom 11. April 1941 bis zum 28. September 1943 das Joodsche Weekblad herausgegeben. Im Weekblad wurden Verbote und Anweisungen der Deutschen an die niederländischen Juden veröffentlicht, der Rat war für deren Einhaltung verantwortlich. Die Besatzer zeigten sich mit der Arbeit des Jüdischen Rats zufrieden. So wird Böhmcker in einer Mitteilung an Seyß-Inquart vom 2. Oktober 1941 mit den Worten „Dank der Verordnung 6/41 haben wir jetzt alle niederländischen Juden in der Tasche.“, zitiert. Die genannte Verordnung 6/41 betraf die durch den Rat weitergegebene Anweisung bezüglich der Meldepflicht für jüdische Niederländer.
Des Weiteren begann man 1941 damit, Juden auch aus dem allgemeinen Berufsleben zu drängen. So durften beispielsweise jüdische Anwälte und Ärzte nur noch für jüdische Kunden beziehungsweise Patienten tätig werden. Jüdische Schüler wurden systematisch von nicht-jüdischen Schulen verwiesen.
Ab Dezember waren alle Juden, die sich in den Niederlanden aufhielten, jedoch nicht die niederländische Staatsbürgerschaft besaßen, dazu verpflichtet einen sogenannten Antrag auf Ausreise (niederl. verzoek om emigratie) zu stellen. In diesem musste eine Vielzahl persönlicher Daten angegeben werden, von denen einige in keinem direkten Zusammenhang zu einer potentiellen Ausreise standen. Dieser Antrag musste unabhängig von den tatsächlichen Absichten oder Möglichkeiten einer Ausreise gestellt werden.

### 1942

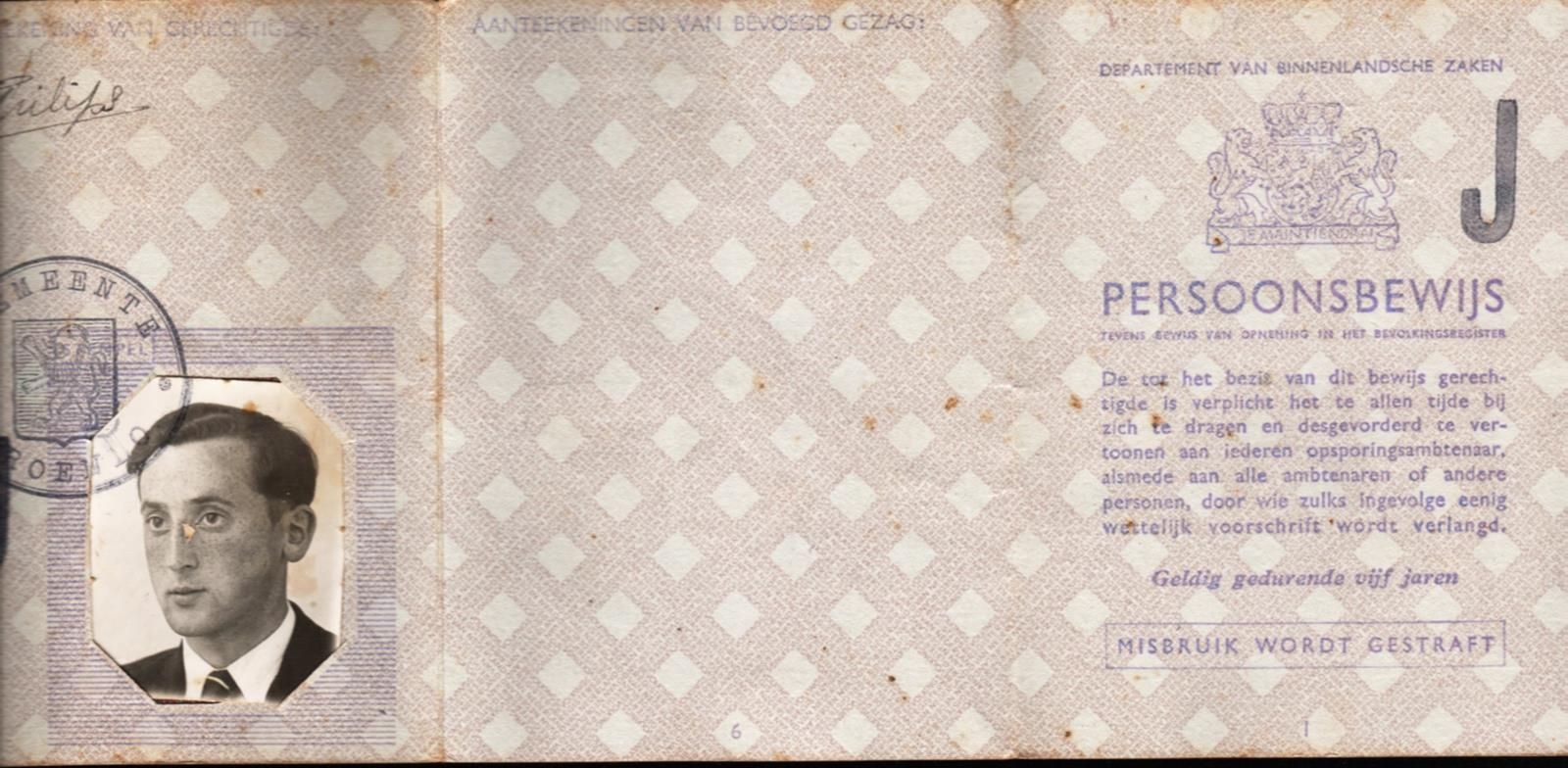
Persoonsbewijs mit deutlich sichtbarem, aufgestempeltem J in der oberen rechten Ecke (zwischen 1941 und 1943)

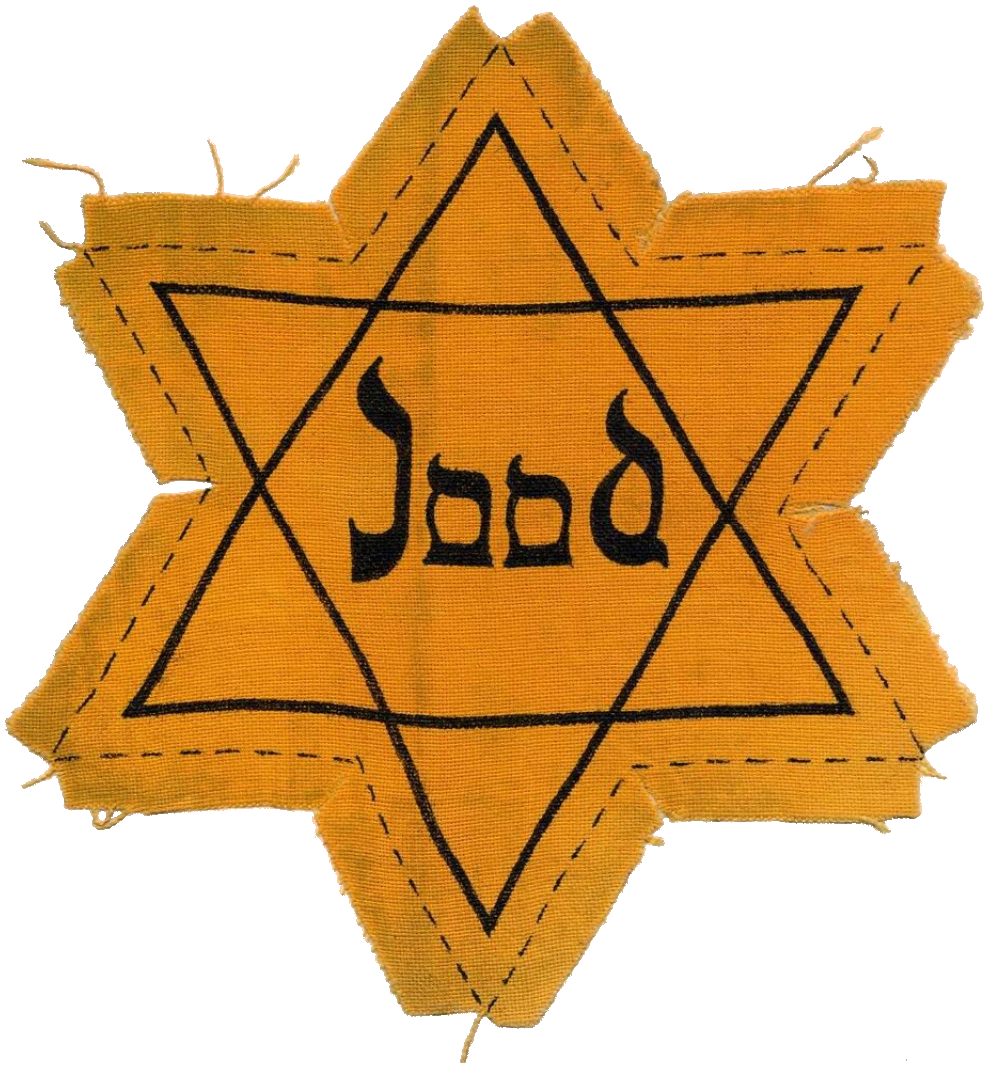
Jodenster (1942)

Am 23. Januar 1942 wurde die Ausweispflicht mit einem jederzeit mitzuführenden Ausweisdokument (niederl. persoonsbewijs) eingeführt. Dieser enthielt ein Foto, die Unterschrift der Person und deren Fingerabdruck. Juden bekamen zusätzlich zum Zwecke der leichteren Identifikation in die obere rechte Ecke des Ausweises ein großes „J“ gestempelt. Des Weiteren erging die Anweisung, dass ab dem 3. Mai 1942 alle Voll- und Halbjuden in den Niederlanden den Judenstern (niederl. Jodenster) zu tragen hatten.
Etwa ab der Mitte des Jahres erging eine neue Welle an Repressionen gegen die Juden in den Niederlanden. So mussten ab Mai viele Juden aus dem Umland von Amsterdam ihre Wohnungen räumen und wurden zwangsweise bei jüdischen Familien einquartiert, die weiter im Zentrum der Hauptstadt lebten. Deren Einverständnis war hierfür keine Voraussetzung. Bereits Anfang des Jahres hatte man damit begonnen, Juden aus ländlichen Gebieten der Provinzen zu „evakuieren“ und in die größeren Städte umzusiedeln. Deutschstämmige Juden wurden hierbei direkt in die Konzentrationslager verbracht. Die verlassenen Wohnungen wurden daraufhin bei der sogenannten „M-Aktion“ geräumt und Wertgegenstände und Hausrat beschlagnahmt. Im Anschluss wurden sie von der niederländischen Polizei versiegelt. Des Weiteren trat am 30. Juni eine weitere Anordnung in Kraft, die eine Sperrstunde für alle Juden zwischen 20:00 Uhr und 06:00 Uhr einführte, während der sie ihre Wohnungen nicht verlassen durften. Außerdem wurde ihnen die Benutzung der Amsterdamer Straßenbahn untersagt. Eine ähnliche Schikane stellte das ab September geltende Verbot dar, auf öffentlichen Sitzbänken in Parks und an Straßen Platz zu nehmen. Seit dem 17. Juli war es ihnen nur noch gestattet, ihre Einkäufe zwischen 15:00 Uhr und 17:00 Uhr nachmittags zu erledigen. Außerdem erging im September ein endgültiges Studienverbot für alle Juden.

### 1943
Zu Beginn des Jahres 1943 waren die meisten Repressalien gegen die Juden bereits in Kraft. Im Mai und Juni dieses Jahres kam es in Amsterdam erneut zu groß angelegten Razzien: Am 26. Mai wurden bei Durchsuchungen insgesamt circa 3000 Juden aufgegriffen. Weniger als einen Monat später, am 20. Juni, gerieten noch einmal mehr als 5000 Menschen in Gefangenschaft. Die letzte große Razzia fand schließlich am 29. September statt, hierbei wurden die Vorsitzenden des Jüdischen Rats und weitere bislang zurück gestellte Juden deportiert. Im Anschluss lebten in Amsterdam, zumindest außerhalb von Verstecken, praktisch keine Juden mehr.
Die in ihrer Gesamtheit auch als „Entjudung“ und „Arisierung“ bezeichneten Maßnahmen der wirtschaftlichen Enteignung und politischen Entrechtung der Juden waren in den Niederlanden erheblich erfolgreicher und verliefen insgesamt reibungsloser als in anderen besetzten Gebieten Europas. Reichskommissar Seyß-Inquart wurde für seinen Umgang mit den Juden bereits im September 1941 von Adolf Hitler persönlich gelobt. Im Juni 1943 bezeichnete ein an Seyß-Inquart gerichteter Geheimbericht des Befehlshabers der Sicherheitspolizei und des SD die Entjudung in den Niederlanden als „annähernd zu drei Vierteln gelöst“. Anfang 1944 notierte Werner Schröder, der Beauftragte des Reichskommissars für die Stadt Amsterdam: „Das Judenproblem in den Niederlanden ist […] praktisch gelöst“.

## Deportationen, Widerstand und Kollaboration
Am 19. Mai 1941 gab die Leitung des deutschen Reichskommissariats Niederlande, bestehend aus Arthur Seyß-Inquart und seinen vier Generalkommissaren, die Anweisung weiter, dass die Niederlande in Zukunft völlig „judenfrei“ sein sollten. Das Vermögen der jüdischen Bevölkerung sollte durch das Generalkommissariat für Finanz und Wirtschaft unter Hans Fischböck eingezogen und zur Finanzierung der Operation verwendet werden. Im Endeffekt sollten die Juden also für ihre eigene Deportation aufkommen.
Vor 1942 wurden jüdische Menschen in den Niederlanden, deren Aufenthaltsort bekannt war, durch die deutsche Administration angeschrieben, mit dem Befehl sich an verschiedenen Sammelstellen einzufinden. Diese Anschreiben enthielten auch die Androhung, bei Nichtbefolgung der Anweisungen in ein Konzentrationslager verbracht zu werden. Später wurde seitens der Besatzer auf diese Formalitäten gänzlich verzichtet, wo immer Juden angetroffen wurden, wurden diese direkt unter Arrest gestellt. Vor allem in den jüdisch geprägten Amsterdamer Stadtteilen Amsterdam-Zuid und Amsterdam-Centrum wurden ab 1942 regelmäßig Razzien durchgeführt.

### Jüdische Arbeitslager
Der 1. Februar 1942 markierte den Beginn der Judendeportationen in den Niederlanden, wobei diese zunächst noch zum Arbeitsdienst in die sogenannten Joodse werkkampen van de Werkverruiming verbracht wurden. Bei diesen handelte es sich um Arbeitslager, die über das ganze Land verteilt waren. Die meisten dieser Lager waren ursprünglich noch von den niederländischen Behörden eingerichtet worden, mit dem Zweck arbeitslose Niederländer zu beherbergen und zu diversen Arbeiten zu verpflichten. Nach der Kapitulation der Niederlande übernahmen die deutschen Besatzer die Lager und begannen vielfach dort jüdische Gefangene unterzubringen. Die endgültige Räumung dieser Arbeitslager erfolgte am 2. Oktober 1942, die insgesamt 14.000 jüdischen Insassen wurden zunächst in das Durchgangslager Westerbork verschleppt und anschließend weiter in die Vernichtungslager im Osten deportiert.

### Massenhafte Deportationen
Später wurden die meisten der aufgegriffenen Juden direkt in die beiden zentralen Durchgangslager Westerbork (Provinz Drenthe; niederl. Kamp W.) und das deutlich kleinere Amersfoort (Provinz Utrecht; niederl. De Boskamp) verbracht. Hier fiel bereits eine große Zahl an Menschen den Bedingungen in den Lagern zum Opfer. Hunger, Vernachlässigung und Krankheiten wie Typhus grassierten in den Lagern. 1942 begannen die Deutschen auch mit dem Bau des Konzentrationslagers Herzogenbusch (Provinz Noord-Brabant; niederl. Kamp Vught), in dem etwa 12.000 Juden interniert waren und bis Herbst 1944 ungefähr 750 Menschen starben.

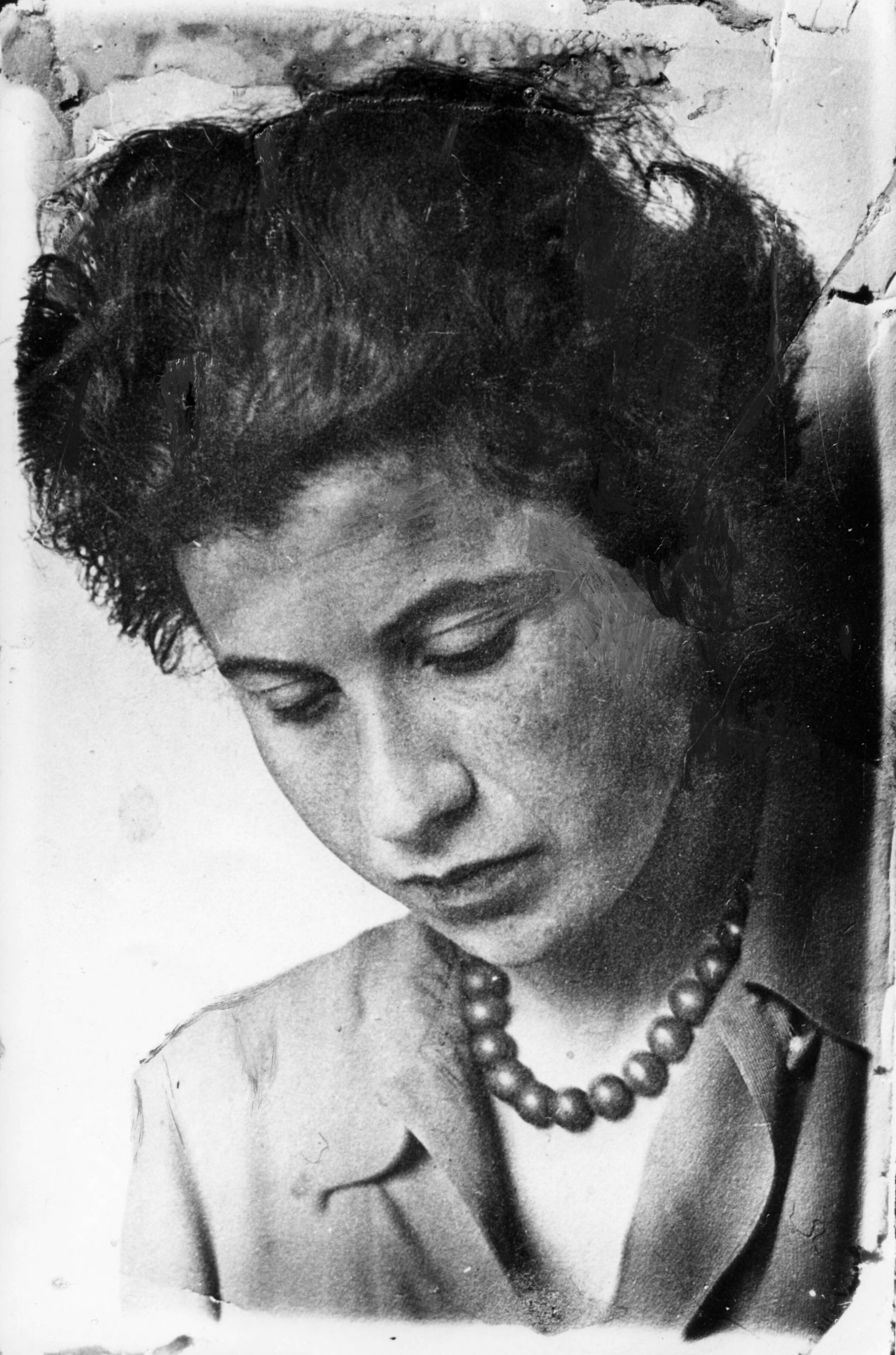
Etty Hillesum, 1930er Jahre

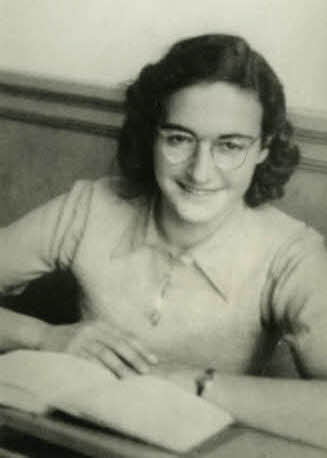
Margot Frank, 1941

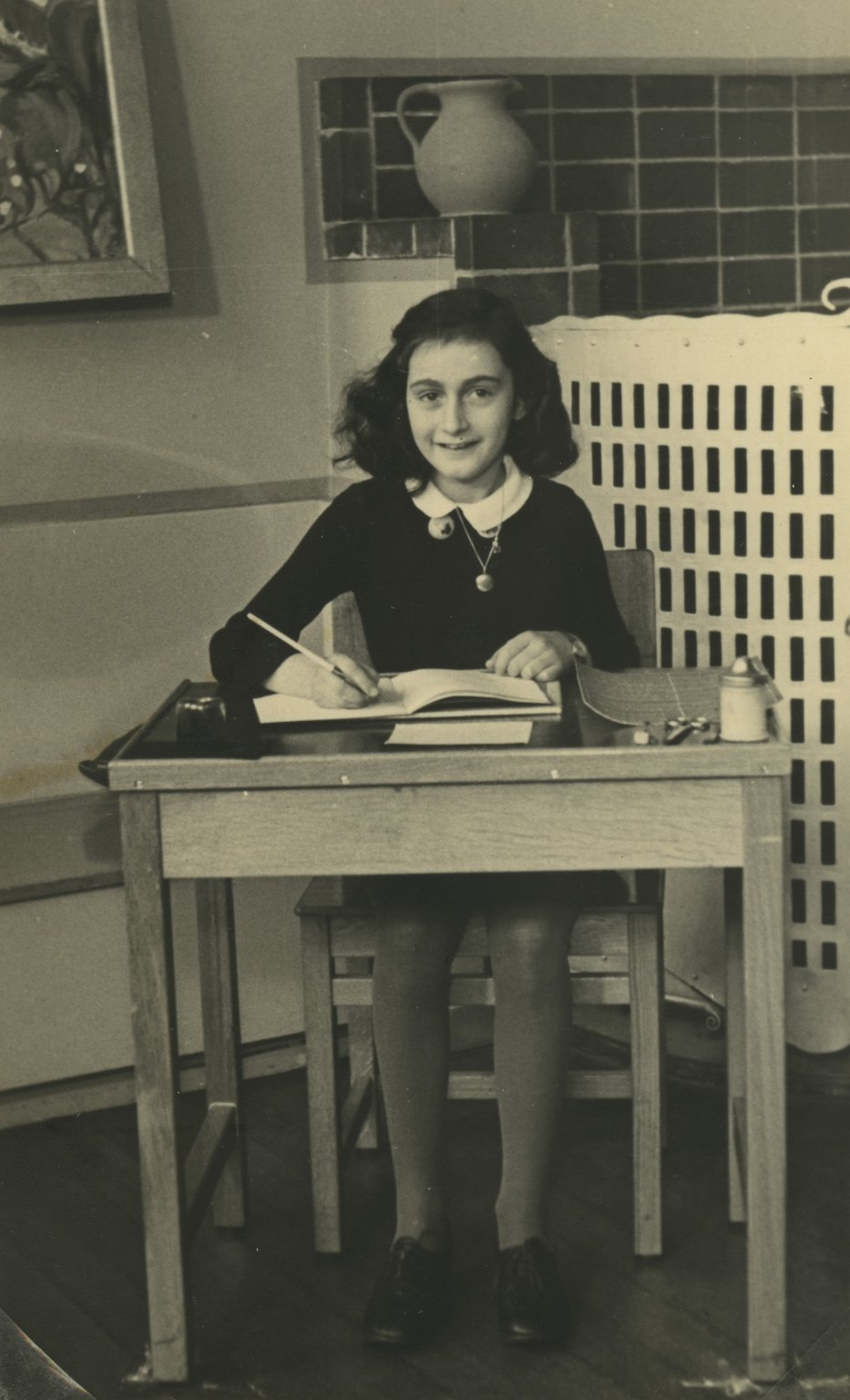
Anne Frank, 1940

Ab dem 14. Juli 1942 begannen von den Niederlanden aus die massenhaften Deportationen jüdischer Gefangener in die Vernichtungslager im Osten. Allein aus Westerbork wurden etwa 101.000 von insgesamt 107.000 Juden aus den Niederlanden abtransportiert. Hierzu fuhr bis 1944 einmal wöchentlich ein Zug auf einer eigens dafür angelegten Strecke Richtung Osten, Ziel waren vor allem die Konzentrationslager Auschwitz, Sobibor, Bergen-Belsen und Theresienstadt. Ein Teil der Juden blieb durch so genannte „Sperren“, vorläufige Freistellungen von der Deportation, anfangs davon verschont, was sie vergeblich hoffen ließ, bis es auch sie traf. Der letzte dieser Deportationszüge verließ Westerbork am 13. September 1944 in Richtung Bergen-Belsen. Nur etwa 5000 der aus den Niederlanden verschleppten Juden kehrten nach dem Ende des Krieges lebendig in ihre Heimat zurück. Durch die Nationalsozialisten wurde über die Insassen der Lager genau Buch geführt, so dass heute fast alle Namen, Geburtsdaten und Sterbedaten bekannt sind. Zu den bekanntesten Opfern, die durch das Lager Westerbork geschleust wurden, gehörten die Schülerinnen Anne Frank, Margot Frank und die Lehrerin Etty Hillesum, welche durch die von ihnen geführten Tagebücher, insbesondere dem der Anne, nach ihrem Tod weltberühmt wurden. Westerbork wurde am 12. April 1945 von kanadischen Truppen befreit, zu diesem Zeitpunkt befanden sich noch etwa 900 jüdische Insassen in dem Lager.

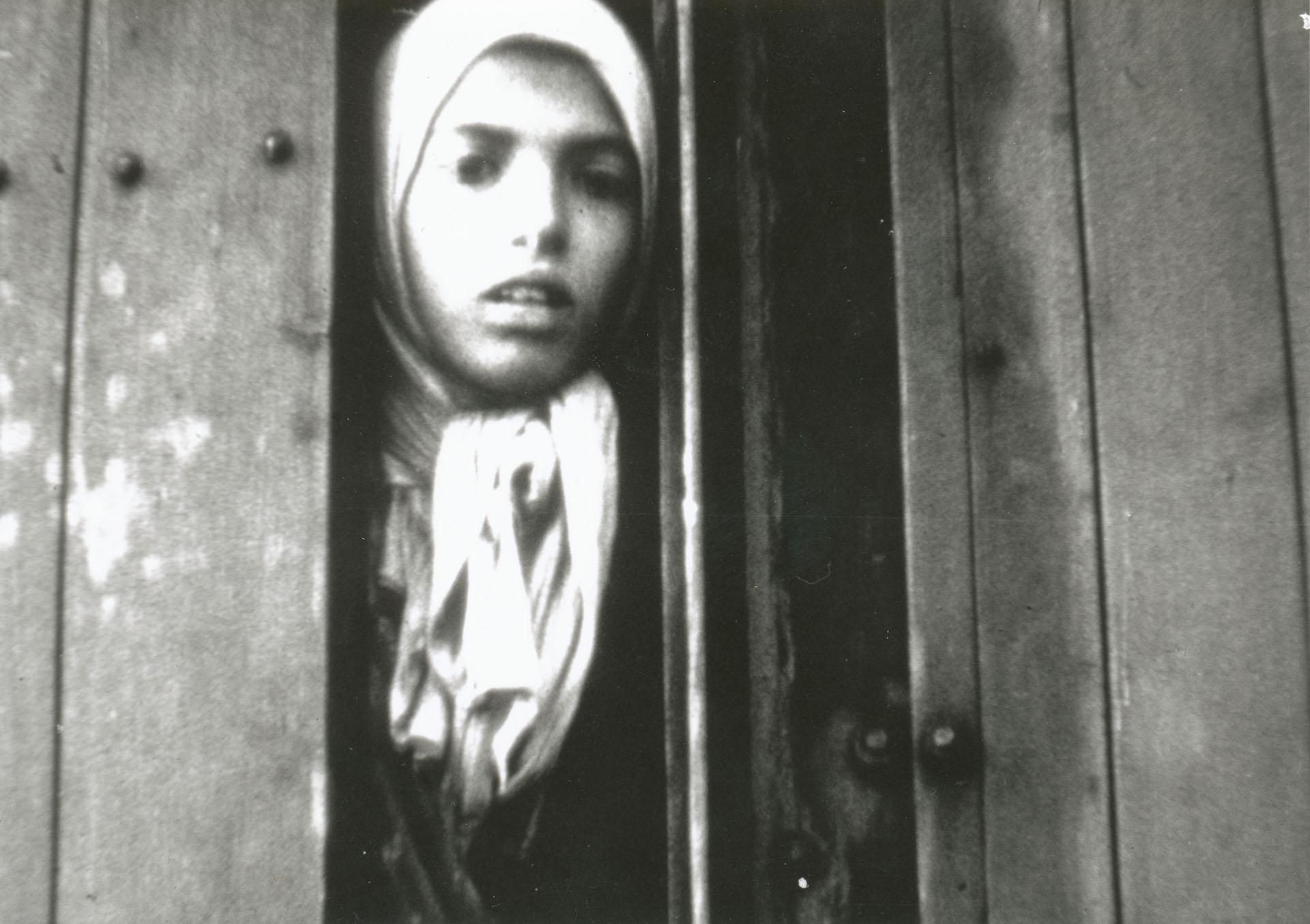
Settela Steinbach in einem Waggon auf dem Transport in das Vernichtungslager Auschwitz-Birkenau, Januar 1944

Neben den Juden wurde aus Westerbork auch eine Anzahl niederländischer Sinti und Roma in die Vernichtungslager deportiert. Ein Beispiel sei hier angeführt: Am 19. Mai 1944 erfolgte ein Transport von 244 Personen aus dem Durchgangslager Westerbork in den Niederlanden nach Auschwitz, darunter befanden sich auch die Sintiza Settela Steinbach und ihr älterer Bruder Celestinus „Willy“ Steinbach, die mit ihrer Familie von den Nationalsozialisten in das Vernichtungslager Auschwitz-Birkenau deportiert und dort ermordet wurden.

Historiker berichten von ausgeprägten Spannungen zwischen niederländischen und deutschen Juden in Westerbork. Die niederländischen Insassen seien überzeugt gewesen, dass die Härte der ihnen auferlegten Maßnahmen größtenteils durch die hohe Anzahl an in die Niederlande geflüchteten Juden begründet gewesen sei. In Westerbork oblag die Erstellung der Deportationslisten dem Leiter des dortigen jüdischen Ordnungsdienstes, Kurt Schlesinger, der trotz seiner Gefangenschaft mit dem Lagerkommandanten Albert Konrad Gemmeker kollaborierte. 

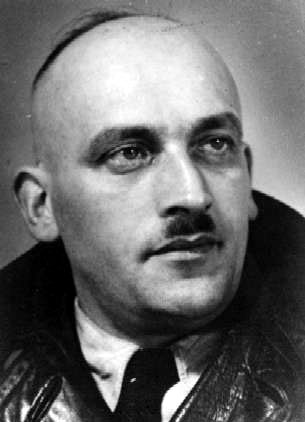
Kurt Schlesinger, Leiter des jüdischen Ordnungsdienstes in Westerbork (ca. 1942)

 Die Mitglieder des Ordnungsdienstes wurden von den anderen Gefangenen hinter vorgehaltener Hand auch als „Jüdische SS“ (niederl. joodse SS) bezeichnet. Schlesinger nutzte seine Stellung regelmäßig aus, um vorrangig Juden niederländischer Abstammung deportieren und deutsch-jüdische Insassen zurückstellen zu lassen. Im Austausch für Geld oder andere Gefälligkeiten schützte er Insassen teilweise vor der Deportation oder änderte Deportationsziele in vermeintlich „bessere“ Bestimmungsorte.
Auf Grund eines im August 1941 gefallenen Beschlusses Adolf Eichmanns, dem Leiter des nach ihm benannten Referats im Berliner Reichssicherheitshauptamt, wurden in den Niederlanden die offiziell als „jüdische Mischlinge ersten Grades“ bezeichneten Halbjuden mit volljüdischen Menschen gleichgestellt. Diese in Absprache mit Seyß-Inquart getroffene Regelung führte dazu, dass die knapp 15.000 Betroffenen bei den Deportationen mit gleicher Priorität behandelt wurden wie Volljuden.

### Niederländischer Widerstand
Nicht alle Niederländer ließen den Holocaust ohne Widerstand zu. Anders als in anderen besetzten Ländern Europas ging dieser jedoch fast ausschließlich von Privatleuten aus, da die Juden und deren Helfer in den Niederlanden nicht auf die Hilfe des Staates zählen konnten. Menschen, die jüdischen Mitbürgern Unterschlupf boten oder ihnen bei der Flucht halfen, setzten sich selbst einem erheblichen Risiko aus. Laut einer Statistik des Niederländischen Instituts für Kriegsdokumentation versteckten die Niederländer im Verlauf des Krieges etwa 25.000 Juden vor der Verfolgung, circa 9000 von ihnen wurden bei Razzien oder durch Verrat von den Deutschen aufgespürt. Die Juden machten jedoch nur einen kleinen Teil der insgesamt etwa 300.000 Untergetauchten in den Niederlanden aus, unter denen sich außer Juden auch Angehörige anderer verfolgter Minderheiten, geflohene Kriegsgefangene und Arbeitsdienstleistende oder desertierte Wehrmachtssoldaten befanden. Durch den Geschäftsmann Johan Hendrik Weidner erfolgte 1941 die Gründung des Dutch-Paris-Netzwerks, das insgesamt etwa 1000 Menschen, darunter 800 Juden, aus den Niederlanden, Belgien und Frankreich zur Flucht in die neutralen Länder Spanien, Portugal und Schweiz verhalf.

### Kollaboration
Einige Niederländer unterstützten die Deutschen auch aktiv bei der Verfolgung der Juden. Teils geschah dies aus persönlicher Überzeugung, teilweise aber auch schlicht, um sich persönliche Vorteile und Bevorzugung durch die Besatzungsmacht zu sichern. Viele dieser Kollaborateure waren Mitglieder der Nationaal-Socialistischen Beweging, einer nationalsozialistischen Partei unter der Führung des ehemaligen Tiefbauingenieurs Anton Mussert, die im Verlauf der Besetzung zur einzigen zugelassenen politischen Partei wurde. Auf ihrem Höhepunkt erreichte die NSB etwa 100.000 Mitglieder, die die deutschen Besatzer dabei unterstützten, jüdische Flüchtlinge aufzuspüren und den niederländischen Widerstand zu bekämpfen. Gelegentlich kam es auch vor, dass jüdische Menschen mit den Behörden zusammenarbeiteten und sich an der Verfolgung ihrer Glaubensgenossen beteiligten. Ein Beispiel ist die ehemalige Ladenbesitzerin Ans van Dijk, die sich nach ihrer eigenen Verhaftung überzeugen ließ, künftig für den SD zu arbeiten. Später gab sie an, dies aus Angst vor der eigenen Deportation getan zu haben. Van Dijk nahm eine andere Identität an und gab vor, Mitglied der Widerstandsgruppe Vrij Nederland zu sein. In dieser Position versprach sie anderen Juden Unterschlupf, lieferte diese jedoch umgehend an die Sicherheitsbehörden aus. Sie erhielt für jeden der 145 Menschen, die durch ihre Tätigkeiten festgenommen werden konnten, eine Belohnung von 7,50 Gulden. Nach dem Krieg wurde van Dijk wegen Landesverrats angeklagt und im Januar 1948 schließlich hingerichtet.

## Anzahl und Prozentsatz der Opfer
Von den etwa 140.000 Juden in den Niederlanden wurden während der Besatzungszeit 107.000 deportiert, lediglich 5.200 von ihnen kehrten anschließend lebend zurück. Dies bedeutet, dass circa 73 % der jüdischen Bevölkerung den Holocaust nicht überlebten. Innerhalb des Landes gab es große Abweichungen bei den Opferzahlen. So bewegten sich die Opferzahlen in der Hauptstadt Amsterdam mit einer Opferquote von 75 % recht nahe am nationalen Durchschnitt. Am unteren Ende der Skala befand sich etwa die Gemeinde Zeist (Provinz Utrecht), in der 33 % der jüdischen Einwohner den Krieg nicht überlebten. Ein Beispiel für einen Ort mit sehr hohen prozentualen Opferzahlen war hingegen die Gemeinde Winschoten (Provinz Groningen), in der 88 % der Juden von den Besatzern ermordet wurden.

### Vergleich mit anderen Ländern
Der Anteil der jüdischen Opfer in den Niederlanden ist im Vergleich zu anderen europäischen Ländern, in denen sich die Juden ebenfalls der Verfolgung ausgesetzt sahen, recht hoch. Im benachbarten Belgien fielen etwa 40 % der registrierten Juden den Nationalsozialisten zum Opfer, während der Prozentsatz in Frankreich (besetzter Teil und Vichy-Frankreich) bei etwa 25 % lag. In Luxemburg war der Anteil noch geringer und betrug circa 20 %. Einen höheren Prozentsatz als die Niederlande erreichten das Deutsche Reich mit 84 % und Tschechien, wo 90 % der jüdischen Bewohner getötet wurden.
Eine Erklärung für die vergleichsweise hohen Opferzahlen in den Niederlanden suchen einige Historiker im fehlenden Widerstand der niederländischen Bevölkerung gegen die Diskriminierung und Verfolgung der Juden, der hier geringer ausgefallen sein soll, als in einigen anderen europäischen Ländern. Der britische Forscher Bob Moore weist etwa darauf hin, dass die Nationalsozialisten in Frankreich oder Belgien auf deutlich mehr öffentlichen Widerstand und Empörung gestoßen seien. Auf Grund dessen sollen die deutschen Besatzer die Zahlen der zu deportierenden Juden in diesen Ländern zunächst nach unten korrigiert haben. Demgegenüber sei das identifizieren und isolieren jüdischer Mitbürger in den Niederlanden vergleichsweise leicht gewesen. „Der Gehorsam gegenüber staatlich verordneten Richtlinien und Regeln besaß eine lange Tradition in den Niederlanden, und gerade weil die ,Besatzungs-Regierung‘ von der niederländischen Verwaltung akzeptiert wurde, fügte sich die niederländische Bevölkerung mehr oder weniger widerstandslos den neuen Anordnungen.“
Andere Erklärungsansätze für die auffällig hohen Opferzahlen in den Niederlanden sind beispielsweise:
- Der niederländische Widerstand erreichte erst Mitte des Jahres 1943 nach dem sogenannten April-Mai-Streik nennenswerte Bedeutung, zu einer Zeit als es für die Rettung vieler Juden bereits zu spät war.[15][61]
- Das deutsche Besatzungsregime bestand, anders als etwa in Frankreich oder Belgien, aus einer zivil geleiteten Verwaltung, die in Person von Reichskommissar Seyß-Inquart und SS-General Hanns Albin Rauter voll hinter der „Endlösung der Judenfrage“ stand.[62]
- Die effiziente und hochgradig organisierte Registrierung der Bevölkerung, die durch die niederländischen Behörden auch schon vor der Besatzungszeit durchgeführt wurde.[63] Eine landesweite Bevölkerungserfassung fand in den Niederlanden bereits 1920 auf einer sogenannten gezinskaart (zu deutsch „Familienkarte“) statt, die auf das jeweilige Familienoberhaupt ausgestellt wurde.[64]
- Das dicht besiedelte Land und die meist flache Landschaft ohne Berge und ohne ausgedehnte Wälder machten es flüchtenden Juden schwer, sich zu verstecken.
- Ein Großteil der niederländischen Juden lebte auf kleinem Raum in Amsterdam, Den Haag und anderen großen Städten, was eine organisierte Verfolgung erleichterte.
- Nach der weitgehenden Verbannung der Juden aus dem öffentlichen Leben durch die Deutschen, waren sie weitestgehend von anderen Bevölkerungsgruppen der Zivilgesellschaft abgeschnitten. Dies war eine Folge des in den Niederlanden damals stark verbreiteten und konfessionell begründeten Partikularismus, der sogenannten Verzuiling (zu deutsch „Versäulung“).[65]
- Nur einer von sieben Juden versuchte, zu Beginn der sich abzeichnenden Verfolgung ein sicheres Versteck zu finden.[49]
- Der Joodsche Raad in Amsterdam verweigerte sich einem organisierten jüdischen Widerstand. Nichtsdestotrotz leisteten Juden einen nicht unerheblichen Anteil am bewaffneten Widerstand, unter anderem weil relativ viele von ihnen sich zum Sozialismus oder Kommunismus bekannten.[66] Bekannte Beispiele waren etwa der Kommunist Sally Dormits oder der Leiter der Communistische Partij van Nederland, Paul de Groot.

Die Historikerin Nanda van der Zee schlägt in ihrem Buch Om erger te voorkomen noch eine andere mögliche Erklärung vor. So soll vor allem die Flucht der Königin Wilhelmina und ihrer Regierung ins Exil nach London ein Machtvakuum hinterlassen haben, dass durch den Antisemiten Seyß-Inquart und seine Verwaltung vollständig ausgefüllt werden konnte. Die symbolische Rolle für die Widerstandsbemühungen, die andere europäische Monarchen, die in ihren besetzten Ländern verblieben, einnahmen, sei somit ausgeblieben. Beispielhaft werden hier Christian X. von Dänemark und Leopold III. von Belgien genannt. Des Weiteren erwähnte Wilhelmina die Situation der Juden auch nicht in ihren regelmäßigen Radioansprachen aus dem Exil an das niederländische Volk. Die Propagandamöglichkeiten von Radio Oranje blieben im Falle der Juden also ungenutzt.
Erschwerend hinzu kam, dass die Emigration für Juden aus den besetzten Niederlanden kaum möglich war. So saßen auch die vor Beginn des Krieges aus Deutschland hierher geflohenen Juden im Land fest und sahen sich ebenso der Verfolgung ausgesetzt. Lediglich einigen tausend Juden gelang in den Jahren 1940 und 1941 die Ausreise. Diese erfolgte meistens in die neutralen Länder Spanien und Portugal und war in der Regel nur durch erhebliche Bestechung von Beamten möglich.

## Rückkehr Überlebender

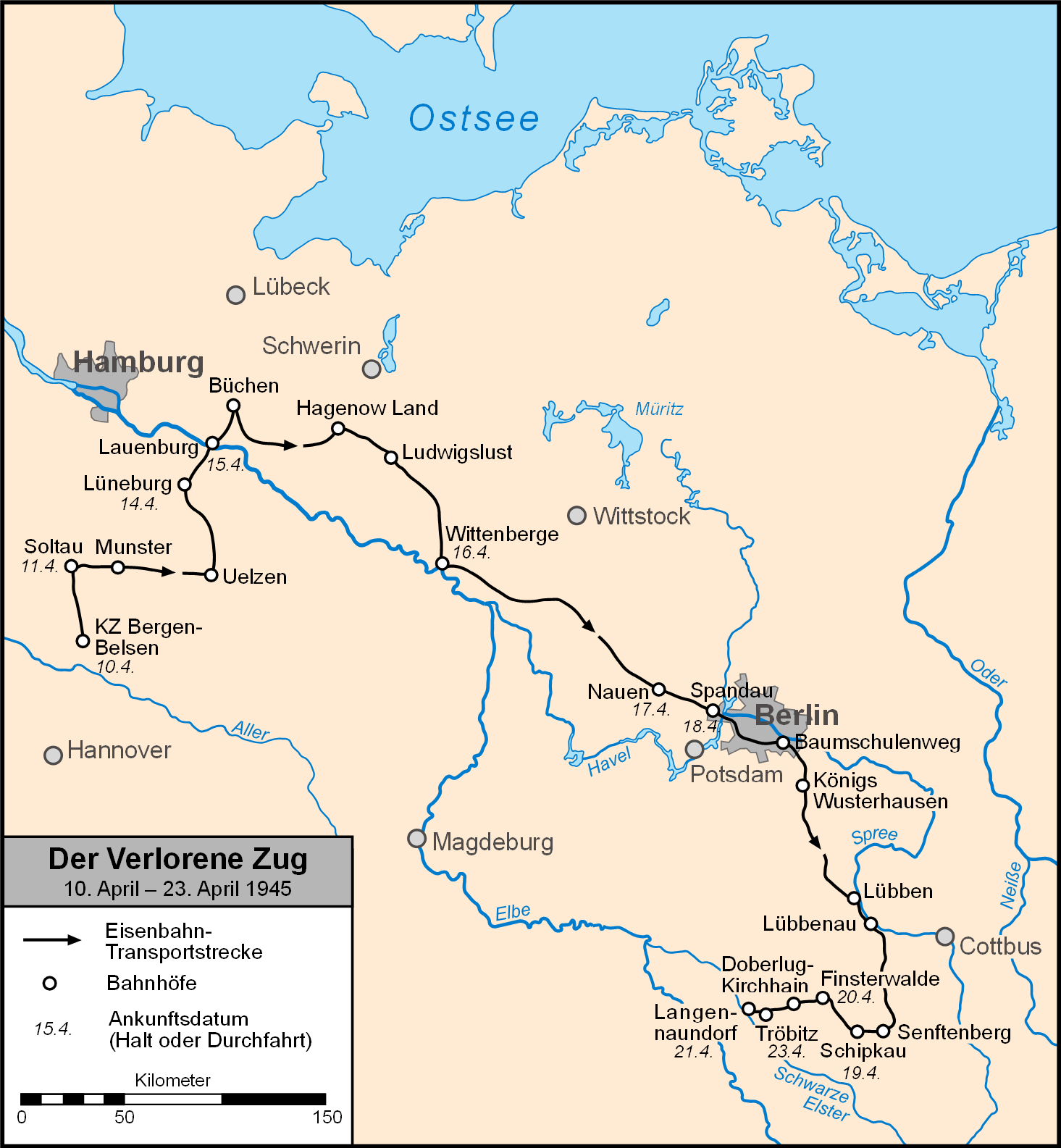
Fahrtstrecke des „verlorenen Zuges“ durch Deutschland

In den letzten Monaten vor Kriegsende befand sich ein Großteil der deportierten und noch lebenden Juden aus den Niederlanden in den Konzentrationslagern Auschwitz, Bergen-Belsen und Theresienstadt. Während sich die vorrückende Rote Armee den Lagern immer mehr näherte, organisierten die SS-Wachmannschaften sogenannte „Evakuierungsmärsche“. Insbesondere während der Räumung des KZ Auschwitz und seiner großen Zahl an Außenlagern ab Januar 1945 kam es zu den berüchtigten Todesmärschen, die aus Auschwitz zunächst in Richtung Westen und Südwesten führten. Jene Häftlinge, die unterwegs nicht an Kälte, Hunger oder Gewaltanwendung starben, wurden anschließend in den Städten Gleiwitz und Losau in offene Güterwaggons verladen und weiter nach Deutschland verbracht. Etwa ein Viertel der Gefangenen überlebte die Märsche nicht. Die Befreiung der beiden anderen Konzentrationslager mit einer hohen Zahl an niederländischen Häftlingen erfolgte am 15. April (Bergen-Belsen) beziehungsweise am 8. Mai 1945 (Theresienstadt). Besonders nach Bergen-Belsen waren noch kurz vor dem Ende des Krieges viele Gefangene aus anderen, bereits geräumten KZs gebracht worden. Entsprechend katastrophal waren in dieser Zeit die Bedingungen in dem Lager. So starben von den 60.000 Überlebenden zum Zeitpunkt der Befreiung noch weitere 14.000 in den ersten Wochen danach. Kurz vor der Befreiung fuhren noch drei Züge mit Gefangenen von Bergen-Belsen in Richtung Theresienstadt, insbesondere der letzte war mit vielen niederländischen Häftlingen besetzt. Nach einer Irrfahrt durch Deutschland kam dieser, als „verlorener Zug“ bezeichnete, Transport schließlich in dem Ort Tröbitz in Süd-Brandenburg an, wo die Häftlinge kurz darauf von alliierten Truppen befreit wurden. Im KZ Theresienstadt überlebten den Krieg etwa 850 Niederländer, unter denen sich auch David Cohen, der Vorsitzende des Joodsche Raad van Amsterdam, befand.
Nach der Befreiung versuchten viele deportierte Juden schnellstmöglich in die Niederlande zurückzukehren. Da die grade erst aus dem Exil gekommene niederländische Regierung ihnen hierbei jedoch keine Hilfe anbot, mussten die meisten ihre Rückkehr selbst organisieren. Während einige Platz auf militärischen Transporten fanden, waren andere gezwungen den Heimweg zu Fuß zu bewältigen. Einen besonders schwierigen Rückweg hatten die im KZ Auschwitz verbliebenen jüdischen Niederländer vor sich: Sie wurden durch die sowjetischen Befreier zunächst über Kattowitz und Czernowitz nach Odessa geschickt. Ein neuseeländisches Schiff fuhr sie im Anschluss über das Schwarze Meer und das Mittelmeer nach Marseille in Frankreich. Von hier aus musste die Gruppe über Paris und Brüssel in die Niederlande weiterreisen. Der Empfang für die heimkehrenden Juden fiel vielerorts eher kühl aus. Die niederländischen Behörden zeigten sich eher misstrauisch gegenüber den Zurückgekehrten, viele mussten nach ihrer Ankunft zunächst in Auffanglagern wie etwa einem Gebäude der Philips-Fabrik in Eindhoven oder einem Kloster in Vlodrop unterkommen. Des Weiteren mussten viele der Betroffenen feststellen, dass nach ihrer Deportation ihre Wohnungen und Häuser verkauft oder vermietet wurden und ein Großteil ihrer Besitztümer verschwunden war.

## Aufarbeitung

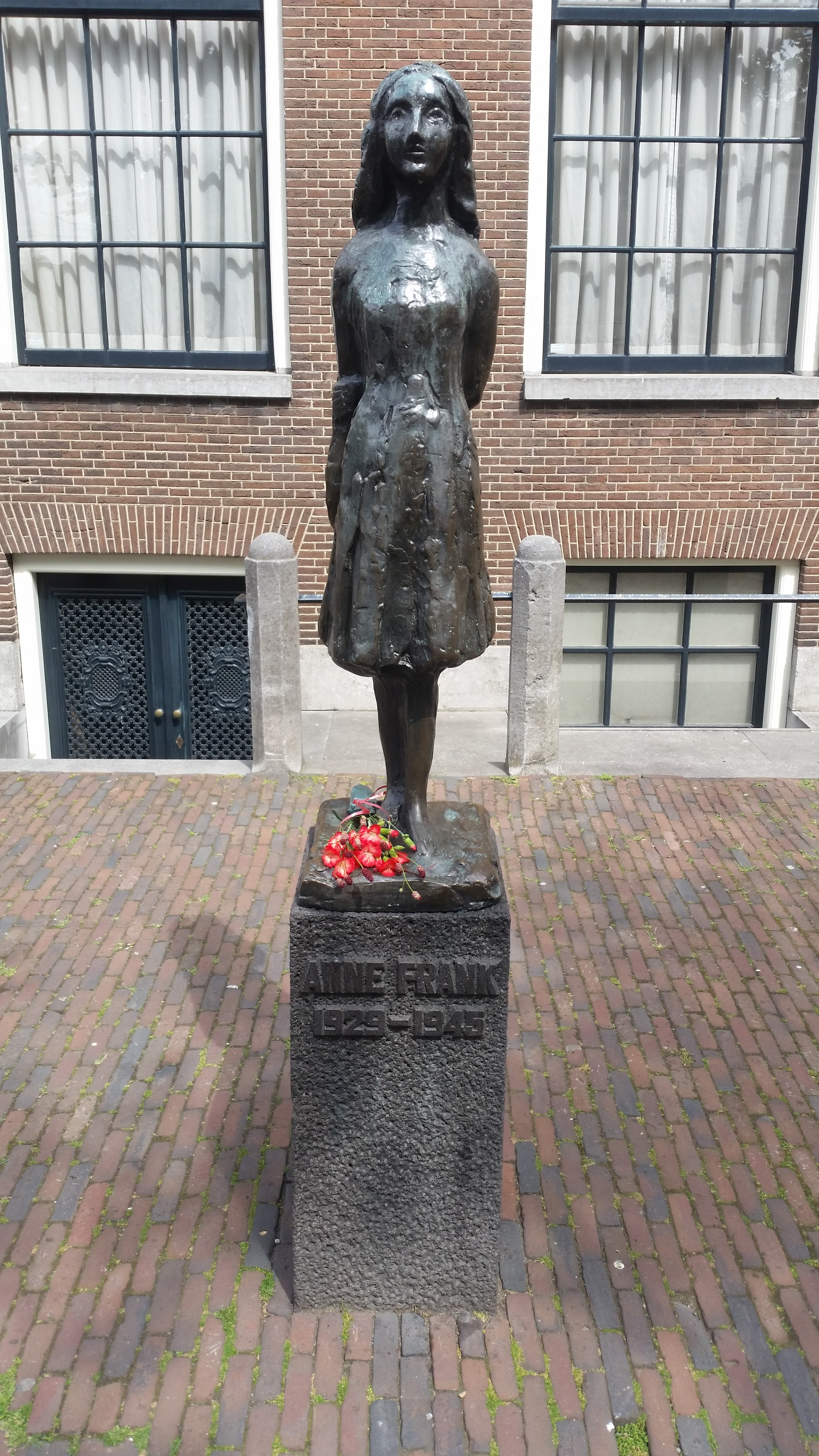
Denkmal für Anne Frank auf dem Westermarkt in Amsterdam (2020)

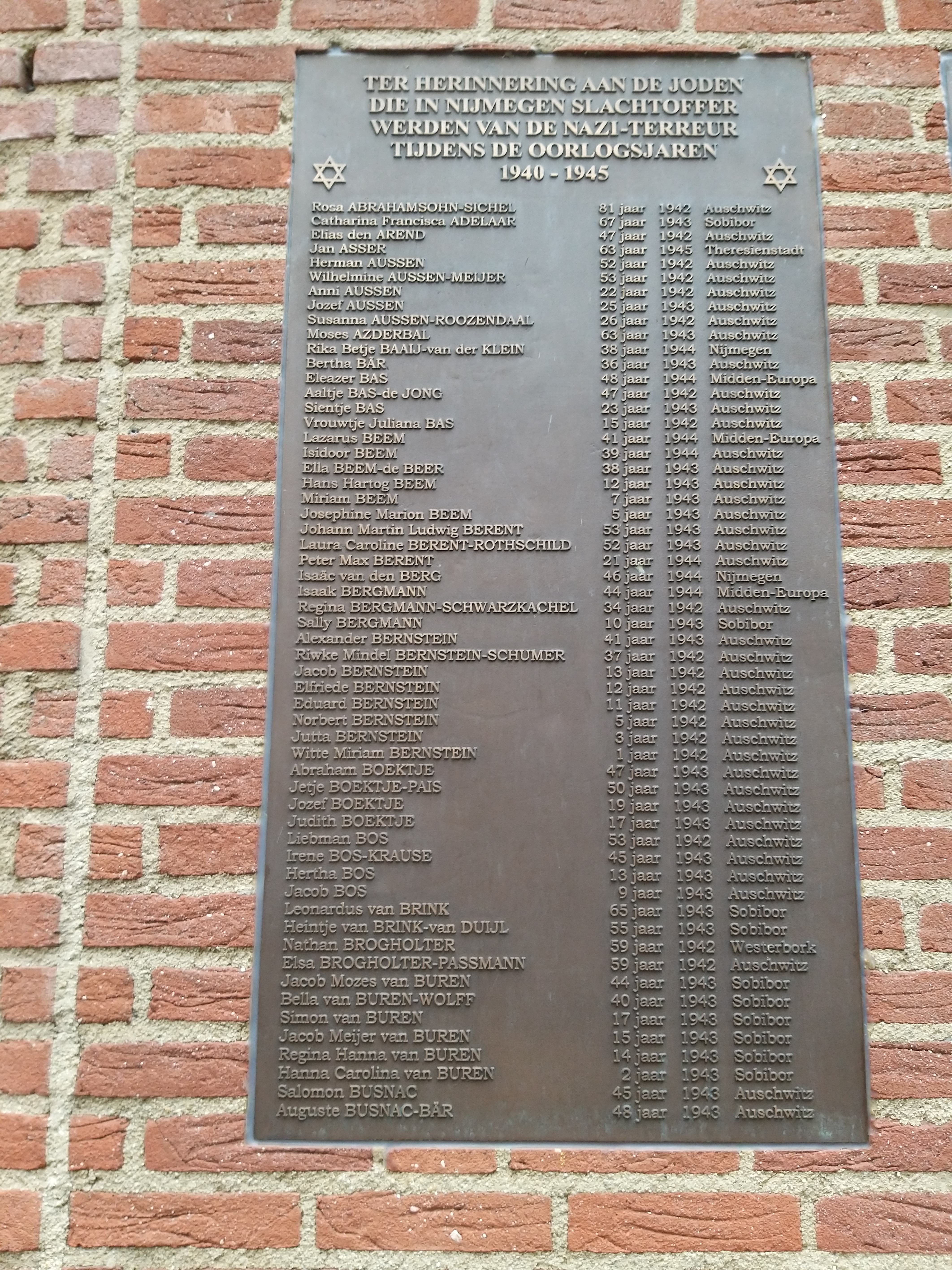
Gedenktafel in Nijmegen mit einer Namensliste jüdischer Opfer

Im Jahr 2000 entschuldigte sich die niederländische Regierung offiziell bei den Opfern des Holocaust für die „kalte“ Haltung gegenüber den Juden und versprach den noch lebenden Betroffenen eine finanzielle Entschädigung in Höhe von jeweils 14.000 Gulden. Hintergrund waren etwa ab Mitte der 1990er-Jahre verstärkt aufgekommene Fragen bezüglich möglicher Kompensationen für enteignete jüdische Besitztümer. Diverse Konsultationsrunden zwischen der jüdischen Gemeinde und Vertretern der niederländischen Regierung führten zur Gründung mehrerer Kommissionen, die sich mit dem Verbleib und dem monetären Wert geraubter jüdischer Vermögenswerte befassten. Diese Kommissionen kamen zu dem Ergebnis, dass die Betroffenen nicht ausreichend entschädigt worden waren, woraufhin die sogenannte Stichting Collectieve Maror-gelden gegründet wurde. Diese Stiftung prüft seitdem geltend gemachte Ansprüche und ist für die Auszahlung von Entschädigungen verantwortlich. Der Name der Stiftung bezieht sich auf das Maror, die bitteren Kräuter, die traditionell am Sederabend zu Beginn des jüdischen Pessach-Festes verzehrt werden.
Am 11. April 2005, sechzig Jahre nach Ende des Zweiten Weltkriegs, gestand der damalige Ministerpräsident Jan Peter Balkenende anlässlich des 30-jährigen Jubiläums des Centrum Informatie en Documentatie Israël (CIDI) die weitreichende Kollaboration niederländischer Beamter mit den Deutschen und damit eine Mitschuld am Holocaust in den Niederlanden ein. Balkenende sagte wörtlich:

“Er waren Nederlandse gezagsdragers die meewerkten met de bezetters. Zij droegen bij aan een gruwelijk proces waarin joodse Nederlanders hun rechten werden ontnomen en waarin de menselijke waardigheid van joodse landgenoten werd geschonden. We weten dat er in Nederland veel mensen waren die zich met gevaar voor eigen leven – en vaak met succes – voor hun medemensen hebben ingezet. Maar er was in ons land ook veel kilte. Veel onverschilligheid. En verraad.”

„Es gab niederländische Amtsträger, die mit den Besatzern kooperierten. Sie trugen zu einem entsetzlichen Prozess bei, bei dem jüdische Niederländer ihrer Rechte beraubt wurden und bei dem die Menschenwürde jüdischer Landsleute verletzt wurde. Wir wissen, dass es in den Niederlanden viele Menschen gab, die sich unter Gefahr für ihr eigenes Leben – und oft mit Erfolg – für ihre Mitmenschen eingesetzt haben. Aber es gab in unserem Land auch viel Kälte. Viel Gleichgültigkeit. Und Verrat.“

Damit war Balkenende der erste niederländische Ministerpräsident, der eine direkte Verbindung zwischen dem Versagen der niederländischen Obrigkeit und dem Mord an den Juden herstellte. Kurz darauf bot die damalige Leitung der Niederländischen Eisenbahngesellschaft, ohne deren aktive Mitarbeit die Deportation der Juden nicht möglich gewesen wäre, der jüdischen Gemeinde zum ersten Mal eine offizielle Entschuldigung an.

### Verfolgung von Kriegsverbrechern
Bereits im Jahr 1941 bezeichnete Königin Wilhelmina die niederländischen Kollaborateure, von denen sich ein nicht unerheblicher Teil auch an der Verfolgung der Juden beteiligt hatte, in einer Radioansprache aus dem Londoner Exil als eine „Hand voll Landesverräter, für die in den befreiten Niederlanden kein Platz mehr sein wird.“ In Vorbereitung der strafrechtlichen Verfolgung von Kollaborateuren und Nationalsozialisten wurde schon vor der Befreiung die sogenannte Bijzondere Rechtspleging (zu deutsch: „Besondere Rechtsprechung“) eingeführt, die unter anderem die 1886 abgeschaffte Todesstrafe für besonders schwere Verbrechen wieder einführte und die Bildung von Tribunalen ermöglichte, die mit der Feststellung betraut wurden, ob sich Beschuldigte wie „verantwortungsvolle Staatsbürger“ verhalten hatten.
Etwa drei Monate nach Kriegsende befanden sich in den niederländischen Gefängnissen mehr als 90.000 registrierte Insassen, denen vorgeworfen wurde, sich an Kriegsverbrechen beteiligt zu haben. Es wird jedoch von einer weit höheren Zahl an tatsächlich internierten Personen insbesondere in den ersten Monaten nach der Befreiung ausgegangen. Zwei Jahre später war diese Zahl jedoch bereits auf unter 20.000 Menschen geschrumpft. Dies spiegelt eine veränderte Herangehensweise an das Thema des Umgangs mit Kollaborateuren wider, die sich schnell an die realen politischen Gegebenheiten der Nachkriegszeit anpasste. So wird Wilhelminas Tochter und Nachfolgerin Juliana bereits 1948 mit der Aussage zitiert, dass auch die Kollaborateure „irgendwann wieder in unsere Gesellschaft aufgenommen werden müssen.“

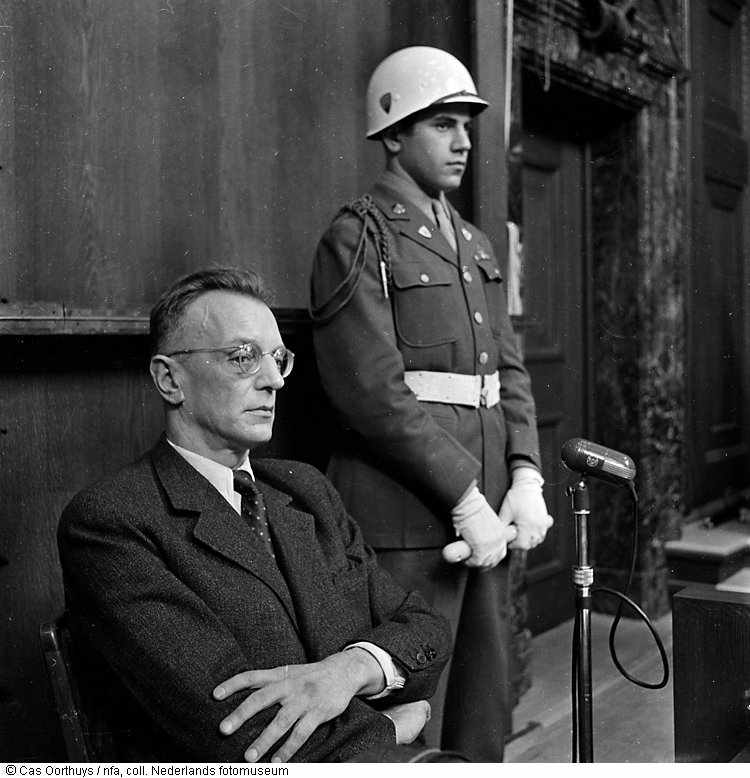
Arthur Seyß-Inquart während des Nürnberger Kriegsverbrecherprozesses

Von den Hauptbeteiligten am Holocaust in den Niederlanden wurden nach Kriegsende nur wenige entsprechend der Schwere ihrer Verbrechen bestraft: Arthur Seyß-Inquart war unter den Angeklagten im Nürnberger Prozess gegen die Hauptkriegsverbrecher und wurde im Zuge dessen zum Tod durch den Strang verurteilt. Die Strafe wurde am 16. Oktober 1946 in Nürnberg vollstreckt. Ein zuvor gestellter Auslieferungsantrag der niederländischen Justiz fand jedoch keine Beachtung. Hanns Albin Rauter wurde nach dem Ende des Krieges an die Niederlande ausgeliefert und dort zum Tode verurteilt. Das Urteil wurde am 25. März 1949 in Scheveningen durch ein Erschießungskommando vollstreckt. Rauter stritt vor seinem Tod vehement ab, vom Holocaust gewusst zu haben. Der genaue Ort seines Grabs wird als Staatsgeheimnis behandelt. Willi Lages, der Leiter der Zentralstelle für jüdische Auswanderung in Amsterdam, erhielt 1949 zunächst ebenfalls die Todesstrafe, der Königin Juliana jedoch ihre Zustimmung verweigerte, weshalb das Urteil in eine lebenslange Freiheitsstrafe umgewandelt werden musste. Lages wurde 1966 aus Krankheitsgründen entlassen und starb fünf Jahre später eines natürlichen Todes.
Andere Angeklagte wurden weniger vehement verfolgt oder konnten sich einer Verfolgung ganz entziehen. So wurde etwa Albert Konrad Gemmeker, der Lagerkommandant von Westerbork, von einem Sondergericht in Leeuwarden zu einer zehnjährigen Haftstrafe verurteilt, wobei ihm die korrekte Behandlung der Häftlinge des Lagers als strafmildernder Umstand ausgelegt wurde. Auch Gemmeker behauptete, vom Schicksal der Juden in den Vernichtungslagern nichts gewusst zu haben. Hans Fischböck, maßgeblich verantwortlich für die Enteignung niederländischer Juden und die Finanzierung der Deportationen, konnte sich jeglicher Strafverfolgung entziehen, indem er nach Kriegsende zunächst unter falschem Namen in München untertauchte und später (vermutlich über eine der sogenannten Rattenlinien) nach Argentinien flüchtete.

### Yad Vashem

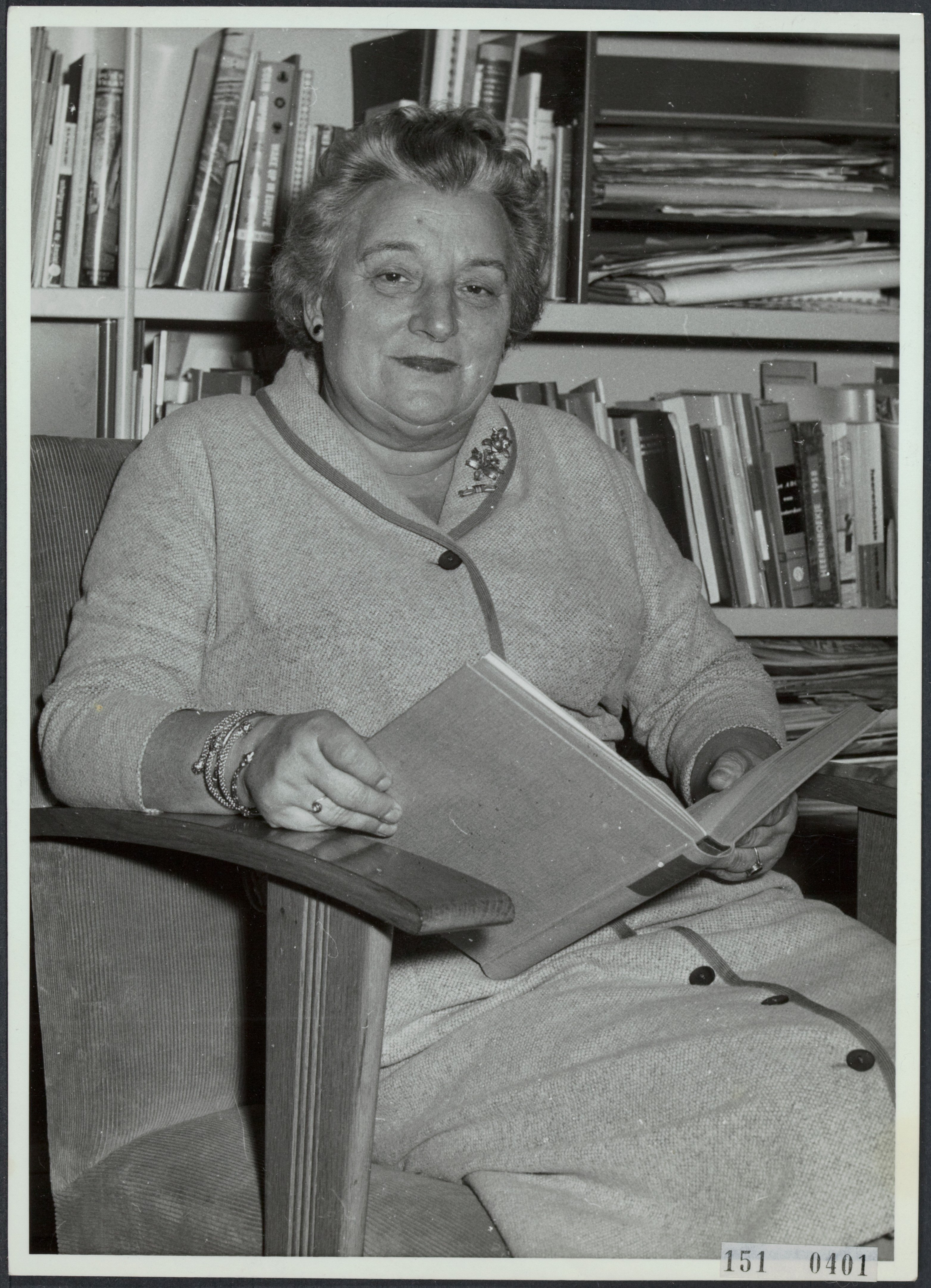
Geertruida Wijsmuller-Meijer, eine der niederländischen Gerechten unter den Völkern (1960er-Jahre)

Derzeit (Stand 1. Januar 2020) wurden 5778 Niederländer durch die Gedenkstätte Yad Vashem als „Gerechte unter den Völkern“ ausgezeichnet. Bezogen auf die damalige Gesamtbevölkerung der Niederlande von circa neun Millionen Menschen bedeutet dies, dass etwa einer von 1550 Niederländern nachweislich einen Beitrag zur Rettung von Juden geleistet hat, ohne dafür eine Gegenleistung zu erwarten.
Einige Beispiele für Niederländer, die diese Ehrung empfangen haben, sind:
- Miep und Jan Gies, halfen die Familien Frank und van Pels sowie Fritz Pfeffer im Hinterhaus in der Prinsengracht 263 zu verstecken
- Corrie ten Boom, versteckte und versorgte mehrere Juden in ihrem Haus
- Willem Kolff, rettete in seiner Funktion als Arzt Juden vor der Deportation, außerdem aktiv im niederländischen Widerstand
- Frits Philips, ein Unternehmer, der seine jüdischen Angestellten vor der Verfolgung schützte, wurde zeitweise selbst in einem Konzentrationslager interniert
- Geertruida Wijsmuller-Meijer, auch bekannt als „Tante Truus“, verantwortlich für die Rettung etwa 10.000 jüdischer Kinder aus Deutschland, Österreich und der Tschechoslowakei, denen sie durch die Organisation der sogenannten Kindertransporte die Ausreise nach England ermöglichte
- Frits Slomp, organisierte Verstecke für jüdische Menschen, aber auch für Deutsche, die sich dem Kriegsdienst bei der Wehrmacht entziehen wollten
- Jan Zwartendijk, verhalf in seiner Position als Diplomat mehr als 2000 Juden aus Litauen zur Flucht nach Curaçao
- Nieuwlande, ein Dorf in der Provinz Drenthe, dessen Einwohner während des Krieges Dutzenden Juden Unterschlupf boten und das deshalb als ganzes ausgezeichnet wurde

### Gedenken

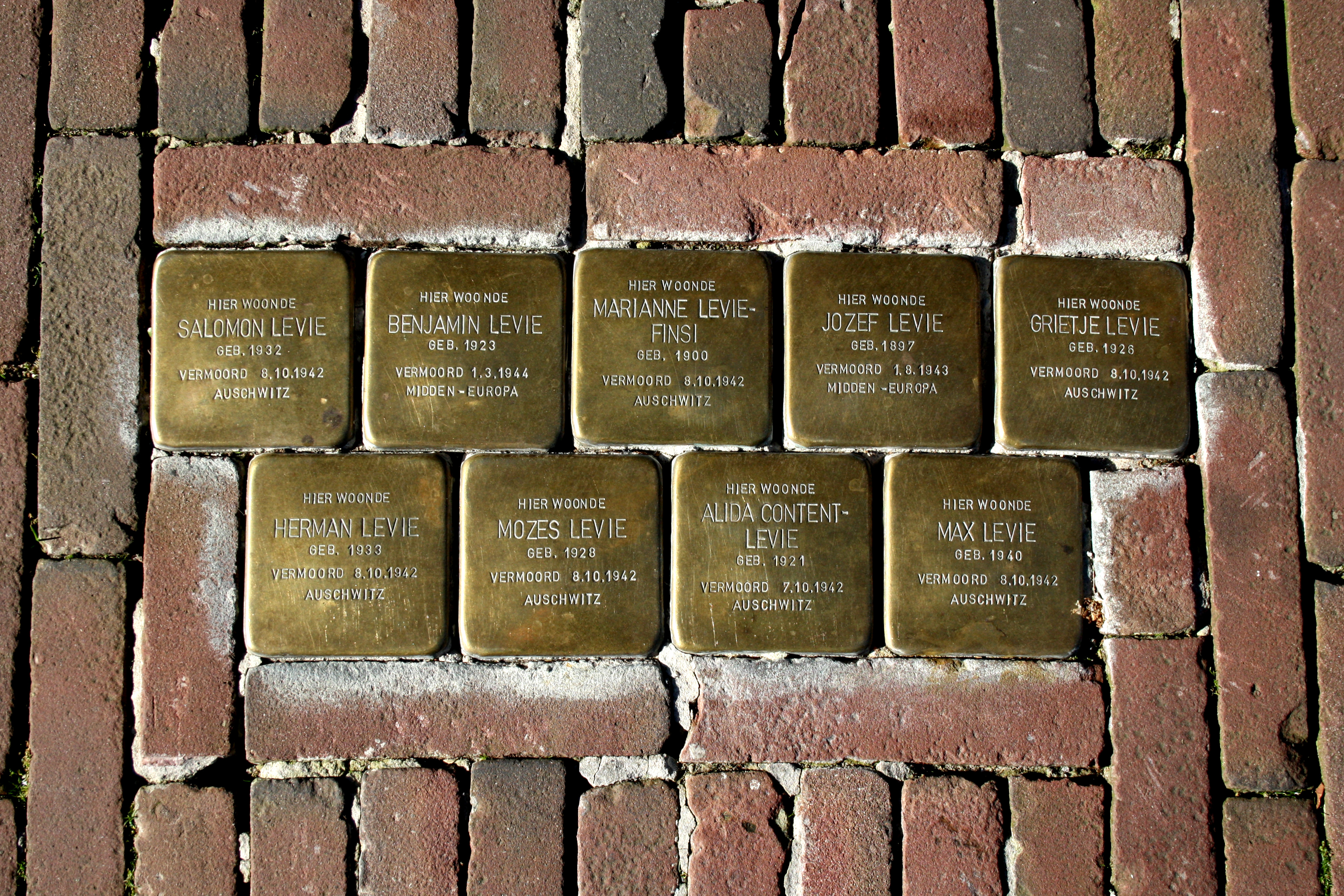
Gemeinsam verlegte Gruppe von Stolpersteinen mit niederländischer Beschriftung für die Familie Levie in Meppel, Provinz Drenthe (2012)

In ihrer Sitzung vom 1. November 2005 erklärte die Generalversammlung der Vereinten Nationen mit der Resolution 60/7 den 27. Januar zum Internationalen Tag des Gedenkens an die Opfer des Holocaust (niederl. Internationale Herdenkingsdag voor de Holocaust). Dieses Datum soll an die Befreiung des Konzentrationslagers Auschwitz am 27. Januar 1945 erinnern. In den Niederlanden organisiert das Nederlands Auschwitz Comité zu diesem Anlass am letzten Sonntag im Januar eine jährliche Gedenkveranstaltung im Wertheimpark in Amsterdams ehemaligem jüdischen Viertel, der Jodenbuurt. Dieser Park beherbergt das Monument Nooit Meer Auschwitz (zu deutsch „Nie wieder Auschwitz“) des Künstlers Jan Wolkers, das aus in den Boden eingelassenen, zerbrochenen Spiegeln besteht. Das NIOD Instituut voor Oorlogs-, Holocaust- en Genocidestudies, eine Forschungseinrichtung, die sich mit der wissenschaftlichen Aufarbeitung der Besatzungszeit befasst, führt an diesem Tag diverse Veranstaltungen durch, um insbesondere junge Menschen für aktuelle und vergangene Genozide zu sensibilisieren und auf die Konsequenzen von Antisemitismus, Rassismus und Diskriminierung aufmerksam zu machen.
Neben dem Spiegelmonument existieren in den ganzen Niederlanden viele weitere Denkmäler, die zu Ehren einzelner Opfer oder Helfer errichtet wurden oder aber an den Holocaust als ganzes erinnern sollen. Auffällig ist hierbei jedoch, dass die nach der Befreiung errichteten Kriegsdenkmäler sich zunächst nicht mit dem Schicksal der Juden befassten, sondern meist an das Leiden des niederländischen Volkes als ganzes erinnern sollten. Das erste Monument, welches das Schicksal der niederländischen Juden direkt thematisierte, wurde an der Weesperstraat in Amsterdam erbaut und war jenen Bewohnern der Stadt gewidmet, die sich an der Rettung von Juden während des Krieges beteiligt hatten. Dies spiegelt eine gewisse Zurückhaltung der Niederländer wider, sich in den Jahren nach Kriegsende mit dem Holocaust und der Rolle des eigenen Landes dabei auseinanderzusetzen. Erst etwa seit den 1980er-Jahren stellten Historiker eine zunehmende öffentliche Thematisierung des Holocausts in der niederländischen Öffentlichkeit fest und schrieben diesen Effekt vor allem der (historisch nicht hundertprozentig akkuraten) amerikanischen TV-Mini-Serie Holocaust – Die Geschichte der Familie Weiss zu, die 1979 auch erstmals im niederländischen Fernsehen ausgestrahlt wurde.

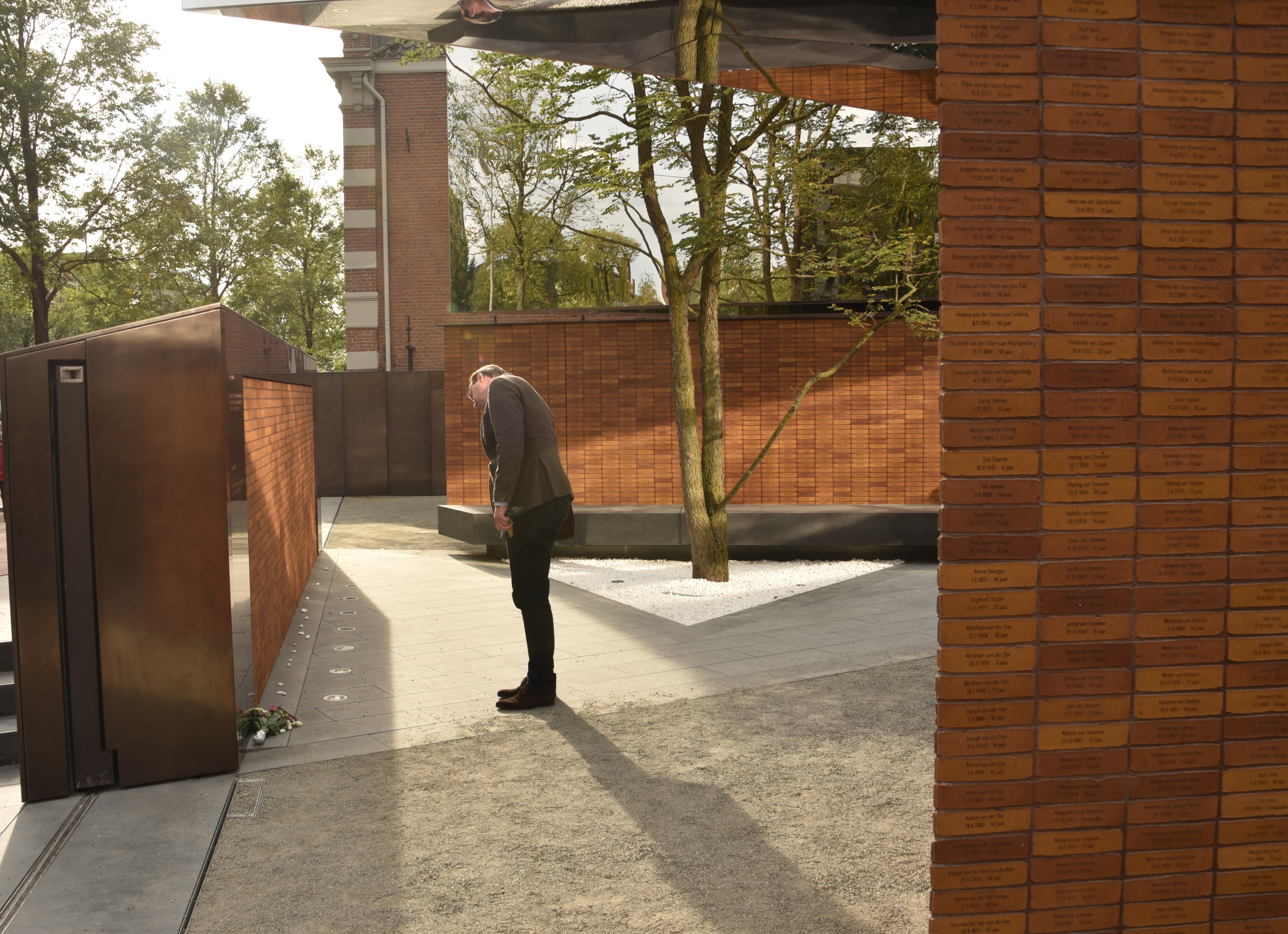
Holocaust Namenmonument, 2021

Ein Denkmal mit dem Namen Holocaust Namenmonument, entworfen vom Architekten Daniel Libeskind, wurde am 19. September 2021 als nationales Holocaust-Mahnmal der Niederlande eröffnet. Es hat die Form der hebräischen Buchstaben לזכר (zu deutsch „In Erinnerung an“) und dokumentiert die Namen und Lebensdaten aller von den Nationalsozialisten getöteten niederländischen Juden, Sinti und Roma. Bei Anwohnern und Vertretern der jüdischen Gemeinde war das Monument während der Planungsphase jedoch auf Grund seiner erheblichen Ausmaße (mit einer Länge von 350 Metern bei einer Höhe von maximal sieben Metern) nicht unumstritten. Trotz dieser Bedenken begann der Bau an der Amsterdamer Wesperstraat im Jahr 2019, die Kosten beliefen sich auf etwa 14 Millionen Euro.
Seit 2007 werden in den Niederlanden auch die sogenannten Stolpersteine (niederl. struikelstenen) des Künstlers Gunter Demnig verlegt. Hierbei handelt es sich um kleine Betonquader mit einer darauf befestigten Messingplatte, in die die Namen und Lebensdaten der Opfer sowie meist ein kurzer Text zu den Umständen der Verfolgung und Ermordung eingearbeitet sind. Diese werden in der Regel vor dem letzten frei gewählten Wohnort der Person in das Pflaster eingelassen. Der erste Stolperstein der Niederlande wurde am 29. November 2007 in der Gemeinde Borne, Provinz Overijssel gesetzt.
Für einen jahrzehntelangen Konflikt in der niederländischen Gesellschaft der Nachkriegszeit sorgte die jährliche Gedenkveranstaltung für den Februarstreik des Jahres 1941, bei dem nicht-jüdische Niederländer gegen die Behandlung ihrer jüdischen Mitmenschen protestiert hatten. Konkret wurde darum gestritten, ob Vertreter der Kommunistischen Partei die Auslösung des Streiks allein für sich reklamieren könnten. Dieser, im Kontext des Kalten Krieges zu betrachtende, Streit wurde in den 1950er-Jahren so heftig geführt, dass in dieser Zeit zwei getrennte Gedenkveranstaltungen durchgeführt werden mussten. Endgültig beigelegt werden konnten diese Differenzen erst im Jahr 1991, als sich das Ende des Ost-West-Konflikts immer mehr abzeichnete. In Erinnerung an den Streik ließ Königin Wilhelmina dem Wappen der Stadt Amsterdam am 29. März 1947 den Wahlspruch Heldhaftig, Vastberaden, Barmhartig (zu deutsch „Heldenhaft. Entschlossen. Barmherzig“) hinzufügen. Zugleich stiftete sie der Stadt für die Verdienste im Krieg die sogenannte Verzetsvlag.

### Allgemeine Übersichtswerke
- Abel J. Herzberg: Kroniek Der Jodenvervolging, 1940–1945. Meulenhoff, Amsterdam 1950, ISBN 978-90-214-6577-7.
- Jacques Presser: Ondergang: De vervolging en verdelging van het Nederlandse Jodendom 1940–1945. Staatsuitgeverij/Martinus Nijhoff, Den Haag 1965, ISBN 978-90-12-01804-3.
- Loe de Jong: Het Koninkrijk der Nederlanden in de Tweede Wereldoorlog. Staatsuitgeverij/Martinus Nijhoff, Den Haag 1985, ISBN 978-90-12-04899-6 (1969–1991).
- Bob Moore: Victims and survivors. The Nazi Persecution of the Jews in the Netherlands 1940–1945. Arnold, London 1997, ISBN 978-0-340-69157-1.
- Ies Vuijsje: Tegen beter weten in: zelfbedrog en ontkenning in de Nederlandse geschiedschrijving van de Jodenvervolging. Atlas-Contact, Amsterdam 2010, ISBN 978-90-457-0066-3.
- Pim Griffioen, Ron Zeller: Jodenvervolging in Nederland, Frankrijk en België, 1940–1945: overeenkomsten, verschillen, oorzaken. Boom, Amsterdam 2010, ISBN 978-90-8506-811-2.
- Katja Happe: Viele falsche Hoffnungen. Judenverfolgung in den Niederlanden 1940–1945. Ferdinand Schöningh Verlag, Paderborn 2017, ISBN 978-3-506-78424-7.

### Detailstudien
- Gerard Aalders: Geraubt! Die Enteignung jüdischen Besitzes im Zweiten Weltkrieg. Dittrich, Köln 2000, ISBN 3-920862-29-5.
- Johan M. Snoek: De Nederlandse kerken en de Joden, 1940–1945. Blaak, 1998, ISBN 978-90-803573-2-7.

### Persönliche Zeugnisse und Schilderungen
- Anne Frank: Tagebuch der Anne Frank. Fischer, Frankfurt am Main 1992, ISBN 978-3-596-15277-3.
- Clara Asscher-Pinkhof: Danseres zonder benen. Kok, 2003, ISBN 978-90-435-0944-2.
- Clara Asscher-Pinkhof: Sternkinder. Oetinger, 2012, ISBN 978-3-8415-0120-2.
- Marga Minco: Het bittere kruid. Prometheus, 2013, ISBN 978-90-351-4116-2.
- Jona Oberski: Kinderjahre. Diogenes, 2016, ISBN 978-3-257-06962-4.
- Albert Heymans: Ein Jude ohne Stern. Achterland, 2003, ISBN 978-3-933377-72-2.
- Milo Anstadt: De verdachte oorboog. Atlas-Contact, 1996, ISBN 978-90-254-0630-1.